# DMZ (fumetto)
DMZ è una serie a fumetti statunitense creata da Brian Wood e dal disegnatore italiano Riccardo Burchielli. È stata pubblicata dalla DC Comics per l'etichetta Vertigo dal 2006 al 2012. La storia si svolge in una realtà ucronica in cui negli Stati Uniti d'America è scoppiata una seconda guerra civile. La zona di Manhattan, nel cuore della città di New York si trova tra i due fronti in lotta e viene dichiarata zona demilitarizzata, ovvero "Demilitarized zone", di cui il titolo DMZ è l'acronimo.
Il protagonista è l'aspirante fotoreporter Matty Roth che si trova suo malgrado sull'isola di Manhattan e decide di riportare come giornalista quello che realmente accade a chi è rimasto intrappolato su quello che sembra essere un fronte di guerra.

## Trama

### Sul campo
L'impegno militare all'estero e la disattenzione per i problemi interni al paese ha portato il Governo americano a sottovalutare le milizie antisistema diffuse in tutto il territorio. Gli Stati Centrali sono i primi a ribellarsi e scatenano una seconda guerra civile americana. Le fazioni in lotta sono l'esercito americano, che rappresentano le istituzioni e le truppe degli Stati Liberi, formate da coloro che disconoscono l'autorità del Governo della Casa Bianca. Nello Stato di New York si assesta un fronte di guerra che vede schierate nel New Jersey le truppe degli Stati Liberi, mentre l'esercito regolare è stazionato a Brooklyn, Queens e Long Island. L'isola di Manhattan si trova isolata nella terra di nessuno tra i due schieramenti. In seguito ad accordi tra le parti viene denominata territorio demilitarizzato, ovvero DMZ. La zona è però teatro di continue guerriglie e anarchia. La popolazione qui intrappolata ne subisce le conseguenze, ma continua a sperare e sopravvivere. Il canale Liberty News decide di inviare un gruppo di giornalisti durante un precario cessate il fuoco. La speranza è quella di avere un reportage di quanto sta realmente accadendo all'interno della DMZ dopo 5 anni di conflitto. Organizza quindi una troupe formata dal giornalista premio Pulitzer Victor Ferguson, alcuni militari degli Stati Uniti a cui si aggiunge Matthew "Metty" Roth, giovane fotoreporter. Il gruppo viene portato sull'isola atterrando nel Lower East Side, ma la situazione è più pericolosa del previsto e la tregua sembra non reggere. A parte Matty vengono tutti uccisi e l'elicottero viene distrutto. Il fuoco ostile viene da più postazioni e i cecchini non sono identificati. Matty riesce a conservare parte della sua attrezzatura e il pass da giornalista, ma vorrebbe andarsene e il Liberty News è d'accordo nell'orchestrare un'operazione di recupero. Per mettere in sicurezza la zona di estrazione l'esercito bombarda in maniera indiscriminata una parte della città, disinteressandosi dei residenti. I militari dopo essere atterrati vengono nuovamente attaccati e Matty riesce a salvarsi miracolosamente assistendo personalmente al fallimento dell'esercito regolare nel tentativo di creare una testa di ponte a Manhattan. Viene aiutato a nascondersi grazie a una ragazza di nome Zee che cerca di aiutare i feriti e i malati avendo fatto qualche anno di medicina prima del conflitto. Matty rimane colpito dal caos che regna nella zona DMZ e allo stesso tempo è sorpreso da come la popolazione si sia organizzata per sopravvivere. Zee è l'esempio della forza e dell'altruismo dell'animo umano che permette a Manhattan di mantenere un minimo di vitalità. L'intraprendenza di alcuni cittadini ha poi portato alla edificazione di colture di frutta e verdura sui tetti dei palazzi al fine di raggiungere un’autosufficienza alimentare. Esiste persino una forma rudimentale di commercio e artigianato. Tutto questo ha portato alla formazione di un microcosmo isolato dal mondo dove la volontà di chi vuole riportare l'ordine e una vita civile si scontra con le barbarie delle fazioni in guerra che considerano, di fatto, la zona come un territorio di conquista e mattanza. Matty comunica al Liberty News che decide di rimanere e inviare notizie di cui è testimone, in gran parte ignorato dal resto del mondo.

### Il corpo di un giornalista

Copertina della raccolta "DMZ Volume 2: Il Corpo di un Giornalista". Disegno di Brian Wood. Edizione italiana © 2021 Panini SpA.

Nella DMZ arriva il caldo afoso dell'estate, una stagione tristemente nota come il "periodo dei massacri". Matty assiste infatti a un aumento insensato degli attacchi terroristici, dello scontro tra gang e le uccisioni di soldati statunitensi da parte di cecchini. L'apice viene raggiunto dall'esplosione di una bomba sporca nei pressi della statua della Libertà, con conseguente rilascio di radiazioni. In questo scenario caotico viene contattato dalle milizie degli Stati Liberi e portato nel New Jersey. Qui gli mostrano che il giornalista Viktor Ferguson è ancora vivo e lo deve comunicare all'esercito statunitense. Matty è confuso, ma esegue quanto gli è stato ordinato e raggiunge a piedi la zona dove stazionano le truppe del Governo a Brooklyn. Qui trova ad accoglierlo anche il padre con il quale ha un rapporto conflittuale e che lo aveva raccomandato per far parte della troupe. Viene fornito di nuovi strumenti quali un computer con un software aggiornato, un nuovo tipo di telefonino, un congegno per segnalare un prelievo immediato, contanti, antibiotici e altri materiali. Gli ufficiali e lo stesso network Liberty News sembrano non fidarsi di lui, ma ormai si è inserito e ha preso contatto col loro nemico e diverse fazioni in lotta a Manhattan. Inoltre Matty ha la ferrea volontà di tornare nella DMZ per riportare ciò che sta avvenendo senza censure. Anche lui però non si fida degli esponenti di un Governo sempre di più delegittimato e quindi si disfà di tutto il nuovo equipaggiamento e smette persino di prendere antibiotici per timore che contengano un congegno tracciante. Vuole essere libero e non monitorato. Durante un notiziario in televisione, mezzo gestito dal Governo degli Stati Uniti, assiste incredulo alla dichiarazione che sia lui sia Ferguson sono stati uccisi dai soldati dell'Esercito degli Stati Liberi. Ora gli USA hanno un pretesto per invadere Manhattan e portare le loro truppe a uno scontro diretto coi ribelli nel New Jersey. Matty diviene consapevole di come la propaganda tramite i mezzi d'informazione è l'arma con la quale la Casa Bianca è riuscita a fermare l'avanzata della rivoluzione degli Stati Liberi. Un massiccio bombardamento di notizie che descrive i ribelli e le forze anti-sistema come terroristi, fascisti e/o comunisti, criminali di guerra. La manipolazione dei media è quindi stata una falce che ha tolto consenso e forza propulsiva all'ondata rivoluzionaria che si diffondeva nel Paese. Ferguson riesce a fuggire, con l'aiuto di un infiltrato, dalla zona controllata dagli FSA e si ricongiunge con Matty, ma non si rende conto che l'esercito regolare statunitense non può permettere che rimanga in vita e infatti viene brutalmente ucciso da soldati statunitensi da lui creduti i salvatori. Matty riesce a fotografare l'accaduto e capisce che l'unico modo per fermare l'invasione non è quello di divulgare le foto, ma minacciare i vertici militari di diffonderle smascherando così la propaganda della leadership politica. Grazie a un telefonino rudimentale (assemblato da Wilson) si mette in contatto con il colonnello Harriman (ufficiale in capo dell'armata USA sul campo) e gli propone un accordo: interrompere i bombardamenti e l'invasione di Manhattan, rendere noto che lui è ancora vivo e che Ferguson è morto per errore ucciso da fuoco amico e non per mano degli FSA. Il colonnello accetta e viene così sventata un'operazione che avrebbe provocato migliaia di morti. Matty decide però di rompere il suo contratto con Liberty News, anch'essa compromessa con il potere centrale, d'ora in poi sarà un reporter indipendente e avrà la possibilità di scegliere il canale tramite il quale diffondere le sue notizie.

### Lavori pubblici

Copertina della raccolta: "DMZ Volume 3: Lavori Pubblici". Disegno di Brian Wood. Edizione italiana © 2021 Panini S.p.A.

Il Governo degli Stati Uniti decide di iniziare una serie di lavori pubblici nella DMZ per tentare una ricostruzione di un'area urbanistica ormai devastata da anni di abbandono e guerriglia. Le zone interessate alla ricostruzione e restauro sono l'Empire State Building, Central Park, il Ponte di Brooklyn, Gramercy Park, il Museo Cloisters e la Zona di Ground Zero. L'immensa mole di lavori viene data in appalto alla Trustwell, potentissima multinazionale fornitrice dell'esercito e proprietaria di una milizia privata, principale addetta (per gli USA) alla riedificazione post-bellica, posizione leader acquisita dalle guerre in Medio Oriente. Come sede del quartier generale della ricostruzione viene scelta la parte ancora agibile della sede dell'ONU. Il Governo ha infatti garantito che alle truppe mercenarie della Trustwell si affiancheranno i caschi blu dell'ONU.

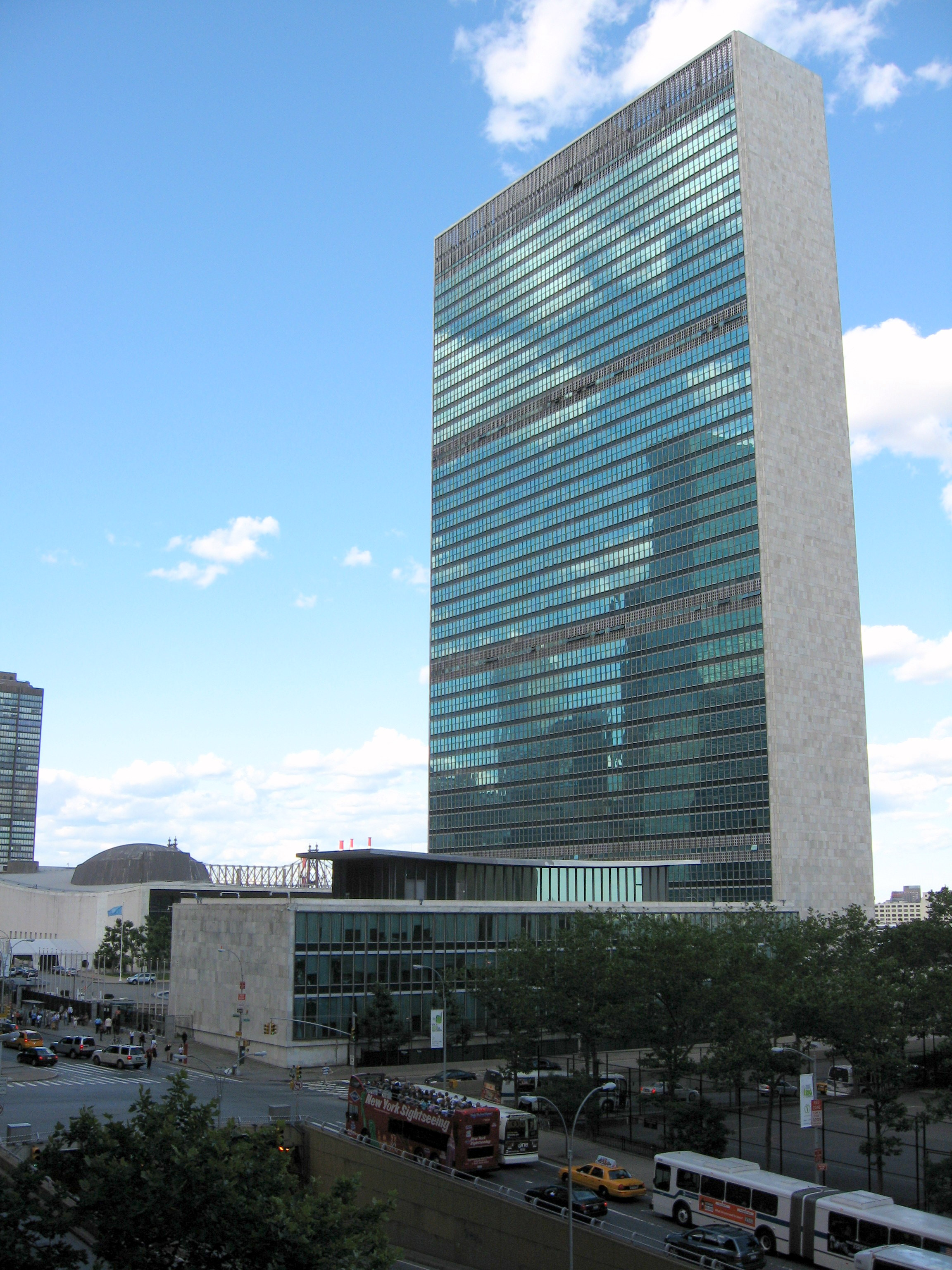
Palazzo di vetro dell'ONU prima della seconda guerra civile

La reputazione della Trustwell di corporation corrotta la cui storia è macchiata da scandali e truffe è risaputa non solo da Matty, ma anche dai newyorchesi. Inoltre è evidente che la scusa della ricostruzione di importanti zone storiche della DMZ è una mossa sia politica sia militare da parte di Washington per riprendere il controllo di una città che ormai è divenuta il simbolo della nuova guerra civile. Gli abitanti però non accettano questa ingerenza e si formano da subito cellule militanti anti-governative, non supportate dall'esercito degli Stati Liberi, ma nate apparentemente da volontari che vivono nella DMZ. Matty vuole indagare e grazie alla giornalista Kelly Connoly ha stabilito un contatto con il canale di notizie IWN che gli garantisce piena libertà d'informazione verso il mondo esterno. Kelly è andata personalmente a Manhattan per contattarlo e garantirgli il supporto del suo network. Grazie a lei acquisisce una nuova identità e viene assunto come lavoratore da parte della Trustwell. Una volta all'interno assiste a due violenti attacchi suicidi (con dispositivi esplosivi) da parte delle cellule antigovernative. Tra le vittime ci sono soldati statunitensi, mercenari della Trustwell e anche civili. Il messaggio è chiaro, Manhattan non si riconosce nel Governo centrale di Washington e non vuole più interferenze su quello che ormai vuole essere un territorio indipendente. Matty, con una mossa spregiudicata, si arruola suo malgrado in una di quelle che viene bollata come cellula terroristica dall'informazione mainstream. Una volta avuta la fiducia del leader del gruppo viene scelto per la missione più ardita: colpire il segretario delle Nazioni Unite durante una conferenza stampa alla sede dell'ONU nella DMZ. Il suo compito è portare una donna nelle vicinanze dell'evento, dopo di che la militante di nome Amina viene imbottita di esplosivo ed è pronta a farsi esplodere. Matty non riesce ad andare fino in fondo e strappa il dispositivo di detonazione dal corpo della volontaria. L'atto non porta però a salvare il segretario dell'ONU il cui convoglio viene assaltato mentre esce dalla DMZ, il suo assassinio rende evidente un'agenda occulta dietro la guerra aperta che si sta già combattendo tra la U.S. Army e l'esercito degli FSA. Sembra comunque sospetto che l'obbiettivo sia stato eliminato nonostante il fallimento dell'attentato. Matty è ora costretto a nascondersi insieme ad Amina anche dai componenti della cellula, ma viene contattato da colui che conosce come Il Comandante, massima autorità militare dell'esercito degli Stati Liberi nella zona del checkpoint al Lincoln Tunnel. Questi gli rivela che dietro la morte del segretario dell'ONU e la fornitura di armi alle cellule terroristiche vi è la stessa Trustwell. Causando questi disordini ha portato al ritiro dei caschi blu dalla DMZ è ha avuto carta bianca per poter agire con le sue milizie all'interno della DMZ e probabilmente ha ricevuto aumenti sui pagamenti ricevuti dal Governo. Ma ciò che si rivela più inquietante è la teoria che le stragi causate nella DMZ siano state approvate dalla stessa Casa Bianca per poter così avere delle truppe di mercenari, non appartenenti all'esercito statunitense, e libere di agire all'interno della DMZ senza più neppure le limitazioni delle Nazioni Unite.
Vista la situazione il Comandante fa intervenire alcuni soldati dell'Esercito degli Stati Liberi e riesce a catturare diversi esponenti delle cellule terroristiche, grazie anche alle informazioni raccolte da Matty. Questi riesce a filmare (senza autorizzazione del Comandante) le confessioni di alcuni di loro che rivelano il legame tra gli attentati terroristici e la Trustwell, supportata dal Governo ufficiale degli Stati Uniti. Il servizio viene trasmesso dalla Independent World News, il network di Kelly, il nuovo canale usato dal reporter dopo la rottura con Liberty News. La notizia costringe la Trustwell a ritirare le sue milizie private e l'autorità governativa di Washington perde ogni tipo di fiducia e credibilità residua verso il Paese. Matty diviene una specie di eroe per molti degli abitanti di Manhattan, la sua attività giornalistica indipendente diviene la più potente delle armi per garantire autonomia e protezione di quella zona di New York ormai tristemente nota come la DMZ.

### Fuoco amico

Copertina della raccolta "DMZ Volume 4: Fuoco Amico". Disegno di Brian Wood. Edizione italiana © 2021 Panini S.p.A.

Liberty News incarica Matty di intervistare il soldato semplice Stevens e il suo comandante (della U.S. Army) in vista del verdetto riguardo a Il Massacro del giorno 204, un momento indelebile nella memoria dei newyorkesi e un punto di svolta per la situazione politico-militare della città di New York. L'evento è avvenuto all'inizio della guerra e le truppe dell'esercito statunitensi sembravano riuscire nel tentativo di prendere il controllo di Manhattan relegando l'esercito degli FSA nel New Jersey. Col passare dei mesi però, nonostante il controllo delle grandi arterie della città, la situazione rimaneva caotica e i soldati dell'esercito regolare si ritrovano impantanati in una guerriglia di strada dove non vi è un fronte ed il nemico da combattere sembra nascondersi dietro ogni angolo. Al giorno 204 la pattuglia del sergente Nunez si imbatte, sotto uno pioggia battente, in una marcia pacifista di cittadini. La visibilità è scarsa e la tensione è alta, girano voci che i ribelli si mischiano ai civili o che diversi newyorkesi si sono uniti alla loro causa. Nella versione ufficiale il soldato Mercer dice di aver visto un uomo armato e Nunez ordina di aprire il fuoco sulla folla in quanto potrebbe essere ostile e pericolosa. Muoiono 98 civili, nessuno appartenente all'esercito degli Stati Liberi. La tragedia porta gli abitanti a rivoltarsi contro lo stesso esercito statunitense e ad assumere posizioni antigovernative. Si assiste in questo momento a un cambio di prospettiva, sia locale sia internazionale, nei confronti della guerra civile in corso. D'ora in poi diventa più difficile per le istituzioni e i media tacciare i soldati ribelli come terroristi, anteponendosi a loro come forza portatrice di ordine e giustizia. Tuttavia la truppa non viene sanzionata in quanto viene ritrovata un'arma e quindi le regole d'ingaggio sono state rispettate. In contrasto al primo rapporto della truppa vi è il soldato Stevens che è l'unico a non aver sparato e non appoggia la versione del sergente Nunez e dei suoi commilitoni.. Stevens sostiene che non vi era certezza della presenza di uomini armati ed è stato lui a dare l'allarme in quanto si trovava in uno stato confusionale e febbricitante. Nunez ha dato l'ordine senza verificare la presenza di una reale minaccia ai suoi uomini. Subito dopo l'eccidio ha ordinato di posizionare un'arma vicino a una vittima e di raccogliere più bossoli possibile per ridimensionare l'enorme mole di fuoco scatenata sulla folla. Dopo tre anni sta arrivando la sentenza e Matty ha modo di recarsi a Long Island al quartiere di Liberty News per sentire le due versioni, quella di Stevens e quella ufficiale di Nunez. La sua sensazione è che il Governo voglia scaricare la responsabilità di quanto accaduto su Stevens e/o Nunez dimostrandosi vicino alla sofferenza causata ai newyorkesi. Stando alle testimonianze raccolte da Matty nella DMZ si è comunque trattato di un massacro di civili dovuto all'enorme stress e confusione di quei giorni, uniti alla volontà politica del Governo di mantenere il controllo della città, anche a discapito di vittime tra i civili. Clamorosamente nel giorno della sentenza non vi è però una condanna, ma un semplice congedo punitivo. Gran parte della DMZ insorge e protesta presso i checkpoint dell'esercito e vi sono disordini in tutta la città. Al fine di calmare gli animi Matty assiste attonito, mentre un elicottero militare porta il soldato Stevens al centro di una feroce protesta e lo abbandona a una folla inferocita che lo aggredisce, percuotendolo a morte. Dopo tutto questo decide comunque di scrivere un articolo sulla vicenda, sapendo che difficilmente sarà reso pubblico, ma lo spedisce alla madre di Stevens. Nel frattempo le rivolte si placano come se la colpa fosse dell'unica persona che, nell'intera vicenda, aveva dimostrato un minimo di integrità e senso di giustizia.

### La Guerra Invisibile

Copertina della raccolta "DMZ Volume 5: La Guerra Invisibile". Disegno di Brian Wood. Edizione italiana © 2022 Panini S.p.A.

In questo arco narrativo l'autore Brian Wood dedica ognuno dei sei capitoli a un diverso personaggio. Tutte le storie riguardano residenti della DMZ e il loro coinvolgimento più o meno indiretto con il conflitto in corso. Si assiste quindi alle vicende che riguardano un attempato disegnatore di graffiti conosciuto come Decade Later, alla ex terrorista suicida Amina, salvata da Matty, ma ora perduta e confusa, al Boss di Chinatown Wilson, al DJ Random Fire, e al disertore (degli Stati Liberi) Soames, ora leader del gruppo conosciuto come Fantasmi. Nota particolare riguarda la giornalista Connely, con la quale Matty ha un rapporto sia sentimentale sia professionale, la quale viene trovata morta in seguito del suo ennesimo tentativo di cercare un scoop giornalistico nelle zone di guerriglia. L'intero arco narrativo ci evidenzia attraverso questi personaggi come dietro ogni guerra "ufficiale" esiste una guerra nascosta combattuta per interessi personali o da gruppi politici/economici che sfruttano la situazione per ottenere potere e/o ricchezza. In questo contesto si hanno personaggi come il sino-americano Wilson che pur mantenendo un atteggiamento neutrale assume il controllo di Chinatown, e sta preparando risorse umane ed economiche in attesa dell'inevitabile tracollo (secondo le sue previsioni) degli Stati Uniti. A quel punto saranno i cinesi, da lui indottrinati e inquadrati, a prendere il controllo dell'isola di Manhattan trasformandola in città-Stato. Altra agenda è quella della Corporation Trustwell, compagnia leader nella ricostruzione post bellica, che sta guidando un esercito privato che dissemina caos e causa attentati, come quello che colpisce il club del DJ Random Fire. Il fine è quello di esacerbare gli animi delle parti belligeranti al fine di portare più distruzione e macerie (materiali e umane) possibili. La Trustwell guadagnerà miliardi nella ricostruzione del Paese partendo dalle ceneri di una guerra che sta contribuendo ad alimentare.

### Fino alla morte
Inaspettatamente pare esserci una svolta tra i due contendenti riguardo alla DMZ, si stabilisce un cessate il fuoco tra la U.S. Army e gli FSA per arrivare a delle elezioni democratiche al fine di nominare un governatore per la zona demilitarizzata di New York. Ne segue un cessate il fuoco al quale, stando alle notizie dei principali media, hanno aderito anche i gruppi paramilitari della DMZ. Il luogo delle consultazioni e le conferenze stampa si tengono nella zona dell'East Village, all'interno del palazzo della Cooper Union, presidiato dai caschi blu dell'Onu. Tali unità non si vedevano sul territorio dai tempi dell'attentato al Segretario dell'ONU. Matty vuole partecipare alla prima storica conferenza stanza con i rappresenti degli Stati Liberi e degli emissari del Governo di Washington, ma per farlo ha bisogno di un lasciapassare che ottiene rinnovando un contratto con la Liberty News, organo d'informazione ufficiale dal quale si era dissociato poco dopo il suo arrivo nella DMZ. Alla conferenza nota subito qualcosa di sospetto in quanto è presente in forma ufficiale la Trustwell Corporation in qualità di garante della ricostruzione delle infrastrutture necessarie alle elezioni. Inoltre i vari gruppi militanti non schierati, e formati principalmente da newyorchesi, sono solo stati invitati come ospiti, ma pare che i loro leader siano esclusi da qualsiasi fase delle consultazioni e conseguenti elezioni. Diventa difficile capire le vere intenzioni della Casa Bianca (che sembra mostrare un cedimento nella sua linea politica) e degli FSA, apparentemente pronte a retrocedere nella loro avanzata.

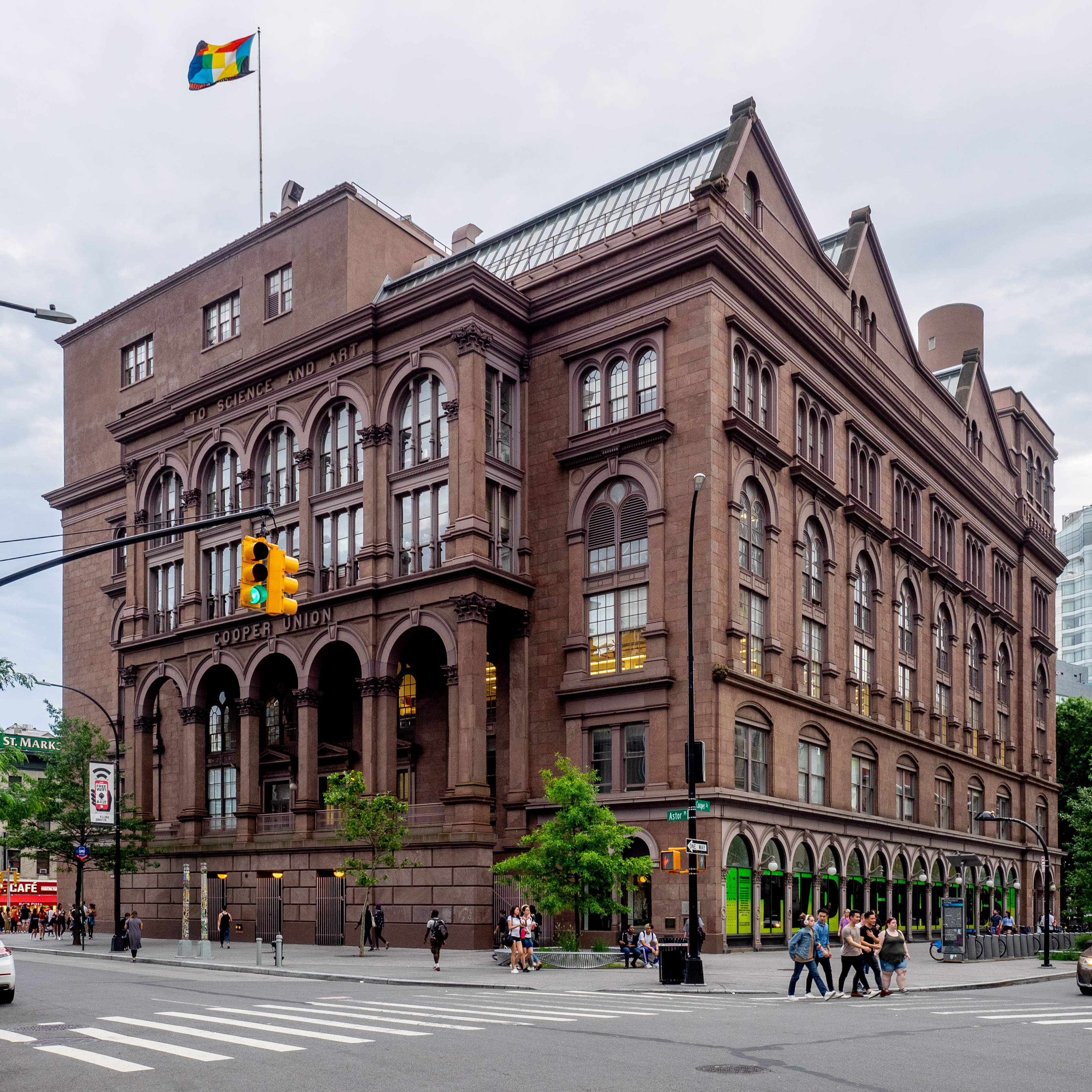
L'edificio storico Cooper Union, conosciuto anche come Cooper Institute, luogo scelto per le conferenze stampa e sede di conferenze elettorali per la nomina del Governatore della DMZ. Viene scelto in quanto prima della Seconda Guerra Civile è stato un college e luogo di cultura dove già dall'Ottocento era divenuto un'istituzione che voleva garantire la libertà di accesso all'istruzione indipendentemente dalla etnia, classe sociale, religione o sesso. Si vuole (apparentemente) lanciare il messaggio che chiunque potrebbe presentarsi per essere nominato alla carica. L'agenda dei poteri forti e militarizzati prevede però obbiettivi opposti, in quanto non favorevoli all'emergere di un leader outsider e non gestibile. Foto del 15 giugno 2019.

I dubbi di Matty vengono confermati, poco fuori Union Cooper, dal leader carismatico della zona di Uptown, ovvero da Parco Delgado, un personaggio finora irraggiungibile per il giornalista. Parco gli ribadisce che si tratta di una messa in scena che vuole di fatto escludere qualsiasi possibile Governatore che faccia gli interessi della città. Come accadeva prima della guerra tra i Repubblicani e i Democratici, ti spingono a scegliere tra due schieramenti apparentemente opposti, ma che sono due teste dello stesso mostro bicefalo, non cambierebbe nulla. Matty è da subito affascinato dal carisma e dalle parole di Parco il quale lo invita nel suo territorio e gli dichiara di volersi candidare autonomamente facendosi pubblicità grazie al consenso sul territorio e all'enorme gruppo di fedelissimi denominati Delgado Nation formato dai cittadini dell'Harlem spagnola (lui è ispanico) e da quelli di Washington Heights. Matty decide di inviare un articolo alla Liberty News dove sottolinea l'importanza che leader autonomi come Parco possano partecipare alle elezioni. Il suo testo viene però completamente stravolto e diffonde la notizia che Matty si è affiliato a un noto terrorista con le mani grondanti di sangue e colpevole di diversi attentati, per questo viene scisso ogni contratto con la Liberty News; agli occhi del mondo sembra passare dall'essere un giornalista indipendente ad affiliato di una grande gang di malavitosi. Suo padre (al soldo della Liberty News) lo chiama e si mette in contatto col figlio per esortarlo a uscire dalla DMZ scortato dall'esercito; la chiamata non giunge inaspettata. Ciò che sorprende Matty è una telefonata da parte della madre (Madeleine Mastro) che sta per arrivare personalmente nella DMZ per incontrarlo e con lei c'è un operatore di una TV indipendente. Prima dello scoppio del nuovo conflitto era un'importante consulente politica privata a Washington, ma al via delle ostilità non si è più sentita a proprio agio nei palazzi del vecchio potere politico. Si è quindi trasferita in Europa per evitare di prendere posizioni considerate eversive, ma ora ritorna sul campo per conoscere Parco e fare una videointervista al figlio, in maniera che esprima in prima persona la sua versione dei fatti. Nel frattempo il Governo centrale, certo di vincere (in qualche modo le elezioni) e con il suo candidato già al seguito della U.S. Army è preoccupato dalla crescente popolarità del leader ispanico, monitorato da un satellite. Come sottolinea Matty nell'intervista con la madre è l'unico candidato (anche se non ufficializzato) a dedicarsi ogni giorno a girare per le strade parlando alla gente e sottolineando i crimini di guerra commessi nella loro città dall'esercito del Governo di Washington e dalle (auto proclamatesi) forze militari degli Stati Indipendenti e Separatisti. Poco dopo l'intervista un cecchino tenta di uccidere Parco che però non viene colpito a morte e viene portato in una località segreta dove poter essere curato e riprendersi. La madre rivela a Matty che è stata chiamata dallo stesso leader ispanico per aiutarlo nella tormentata campagna elettorale per il nuovo Governatore. Cinicamente rivela a Matty che questo tentato assassinio è una carta vincente perché trasforma il suo candidato in un martire, diviene il simbolo vivente della sofferenza e dei pericoli attraversati dalla popolazione della DMZ. A tal fine indice una conferenza stampa alla Cooper Union dove sottolinea la necessità di non interrompere il coprifuoco e il corretto svolgimento delle elezioni. Allo stesso tempo, indirettamente, sottolinea le interferenze di gruppi di potere intenzionati a sabotarle. Sia il Governo centrale sia gli Stati Indipendenti si affrettano a cercare di stringere un patto con la consulente politica garantendo il loro appoggio a Parco, a patto che non prenda posizioni a loro ostili. Il corpo senza vita del cecchino (di genere femminile) viene ritrovato però da soldati degli FSA. Lo consegnano alla madre di Matty chiedendole di fare di tutto perché Parco venga eletto non dando retta agli inviati della Casa Bianca in quanto (a loro dire) sono i veri mandanti. L'esercito ufficiale USA apparentemente è interessato a scoprire chi sia l'assassino e il mandante, rendendolo noto con i mezzi di informazione che condannano l'accaduto. Sulla scena del crimine viene anche mandato un gruppo qualificato di CSI. Nonostante i disordini e la tensione crescente si arriva al giorno delle votazioni dove vengono invitati osservatori internazionali e i caschi blu per verificare il corretto svolgimento democratico. Vi sono però gruppi apparentemente affiliati alla Trustwell che disseminano attentati e persino molte schede dei votanti vengono distrutte. Gli osservatori sono attoniti e non si azzardano a intervenire, membri dei caschi blu dell'ONU scompaiono e vi sono morti anche tra chi si reca al seggio. Parco, nascosto fino a quel giorno e ancora debilitato si presenta in prima persona per partecipare alle votazioni, esorta i cittadini alla calma e a non alimentare coloro che vorrebbero invalidare l'unica possibilità di eleggere un governo indipendente per la città. Alla fine del conteggio (anche se irregolare) i voti a suo favore sono nettamente superiori a quelli dei suoi avversari. Tra due mesi prenderà la carica di Governatore e dovrà nominare un consiglio cittadino. Chiede esplicitamente a Matty di volerlo al suo fianco per condurre la DMZ alla normalità e a un nuovo futuro per i suoi martoriati cittadini. Il giornalista non esita a rispondere che può contare, senza remore, su di lui.

### L'isola

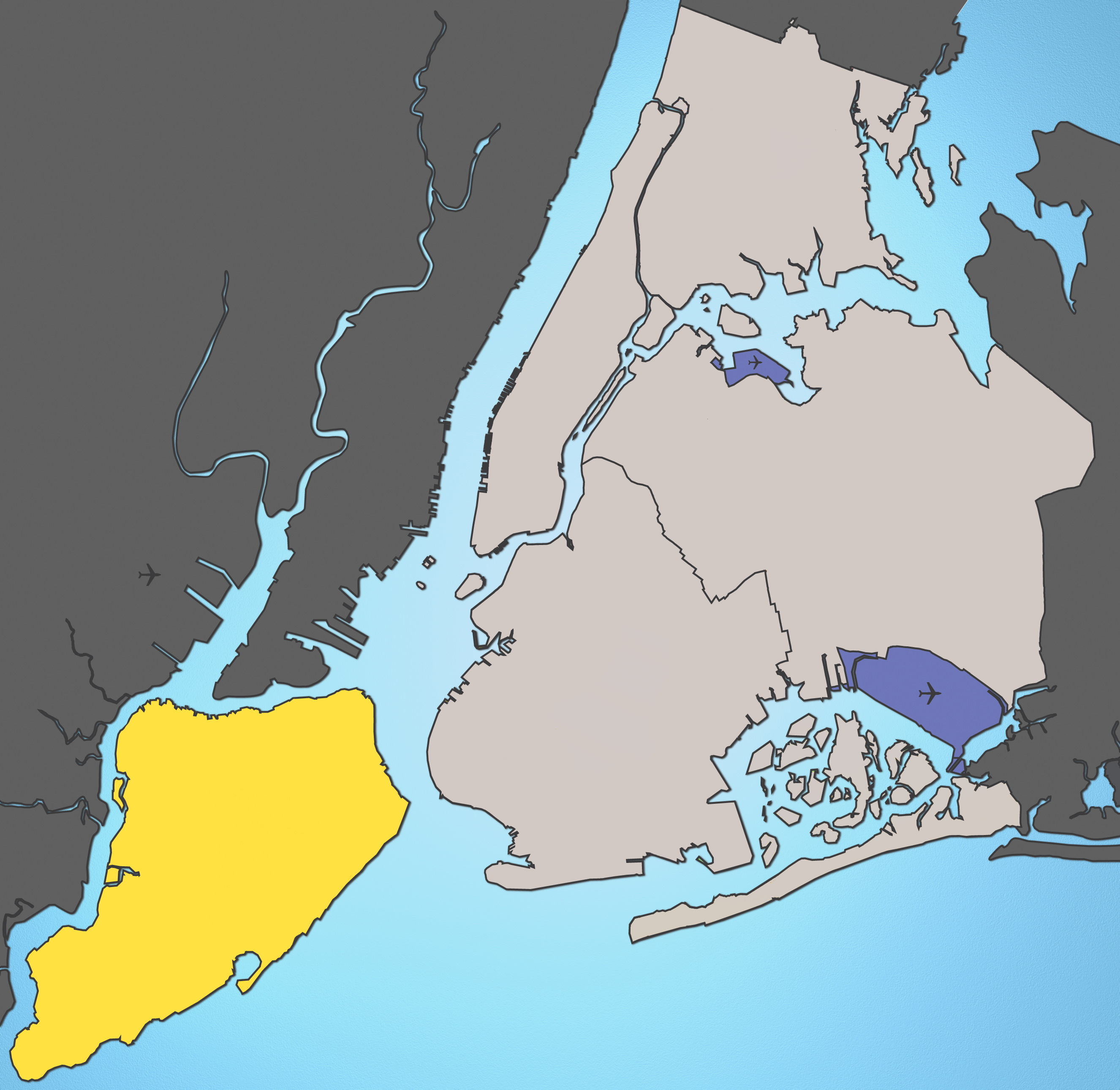
La zona in giallo delinea la geografia di Staten Island, il distretto comprende altre cinque piccole isole per lo più disabitate. A nord è separata dal New Jersey, a ovest da Brooklyn, mentre Manhattan si trova a nord-ovest. La divisione di tali zone è dovuta al bacino d'acqua e vari affluenti denominato generalmente baia di New York. Mappa rilevata nel 2005.

Matty trova un passaggio per raggiungere Staten Island, una zona della città dove ha vissuto in passato per diversi anni. Si tratta di una zona anomala in quanto il giornalista vi ha osservato un notevole movimento di truppe, ma da quel luogo non sono mai partite iniziative militari. Eppure la sua zona strategica a sud-ovest dell'Isola di Manhattan e posta tra il New Jersey e Brooklyn la renderebbe tecnicamente una zona del fronte. Una volta giunto sul posto si trova di fronte una situazione del tutto inaspettata, in quanto vi si trovano a convivere e commerciare sia soldati degli Stati Liberi sia soldati dell'esercito ufficiale statunitense, che ufficialmente ne ha il controllo militare. Vi sono almeno 39 rappresentanti dei 52 Stati e qui sembra essere in vigore un armistizio, anche se i vertici delle catene di comando ne sono all'oscuro. Come gli viene spiegato, fuori dalle dichiarazioni ufficiali, dal comandante in capo della U.S. Army, qui nessuno crede nella guerra fratricida in atto, una follia destinata presto a passare alla storia. Con la copertura di alcune alte cariche in comando a Staten Island non s'intraprendono manovre militare e i soldati sfruttano l'ufficiosa zona neutrale per effettuare scambi e dialogare. I membri degli Stati Liberi forniscono merci quali alcool, droghe, beni alimentari divenuti rari, musica e DVD. Inoltre forniscono informazioni esterne a quelle fornite dal loro Governo centrale di Washington, mentre l'esercito statunitense gli fornisce giubbotti antiproiettile, pasti militari e persino armi e munizioni. Vi è una fratellanza che Matty trova surreale, ma che allo stesso tempo lo rincuora, in quanto in quei momenti s'illude che possa ancora esistere un'America unita. L'illusione non è però destinata a durare in quanto viene avvicinato da un soldato degli FSA che gli consegna una lettera per Parco, il nuovo Governatore e poco dopo viene sottratta al comandante della U.S. Army una fiala contenente un'arma batteriologica. Si tratta di un atto di guerra che mette in pericolo entrambe le fazioni e determinerebbe un intervento dei vertici militari. Ne seguono imprigionamenti e torture nei confronti dei soldati degli FSA e alla fine chi se n'era impossessato la riconsegna, ma viene ucciso brutalmente. Viene così a mancare una fiducia reciproca costruita nel corso degli anni e forse la situazione non tornerà più quella di prima. Matt viene subito allontanato da Staten Island e gli viene intimato che se mai parlerà di quello che è successo gli verrà data la caccia e sarà ucciso. L'istinto animale della guerra sembra ormai inarrestabile e sta contaminando l'intero paese come una piaga, la paura genera nemici, il nemico porta alla violenza e sangue, il cerchio è destinato a ripetersi.

### War of Powers
Il nuovo Governatore della DMZ, Parco Delgado, si annuncia con un discorso d'insediamento che ha una risonanza mondiale. Dichiara che ogni soldato appartenente sia all'esercito statunitense (U.S. Army) sia agli Stati Liberi (FSA) ha dieci giorni per abbandonare la DMZ in quanto considerato ostile o d'intralcio al nuovo potere legittimamente eletto, la corporation Trustwell è invece considerata talmente pericolosa e tossica per la società che ha dieci ore di tempo soltanto. Tutti i contratti in essere stipulati dalla compagnia e il Governo di Washington sono nulli. Il nuovo governo della DMZ viene di fatto proclamato autonomo dalle fazioni in lotta, indipendente da influenze straniere e operativo solo nell'esclusivo interesse dei suoi cittadini, assume quindi una forma di Governo assimilabile a una "Città Stato". Matty si ricongiunge con Delgado solo dopo l'insediamento dopo un allontanamento di qualche settimana e si aspetta di ottenere il ruolo di addetto stampa e consigliere politico di Delgado, ma con sua sorpresa quel ruolo è occupato già da sua madre, fondamentale tra l'altro nel portare al potere il nuovo leader. Delgado si giustifica sottolineando come sua madre abbia esperienza nella politica internazionale, ha i contatti e conosce i mezzi migliori per diffondere le informazioni. Questo non significa che Matty sia fuori dai giochi, anzi Parco ha per lui una missione fondamentale per il mantenimento del potere. Il nuovo Governatore conosce bene l'amicizia che intercorre tra Matty e il leader indiscusso di Chinatown, unico distretto a non aver votato e a non riconoscere dichiaratamente il nuovo Governatore, affida quindi al reporter il compito di scoprire dove si trova il tesoro del Quartiere Cinese. Si tratta di un'enorme quantità di soldi e beni preziosi che i suoi abitanti, sotto la guida di Wilson, avrebbero depredato dalla città in preda al caos e all'abbandono dei primi giorni di occupazione. Molti ritengono sia una leggenda urbana, ma Delgado pare avere altre fonti. Matty è sconcertato dalla richiesta, un compito che non si sarebbe mai aspettato, ma il Governatore gli spiega che ha bisogno di riserve finanziarie per alimentare una rete di servizi segreti e milizia personale che lo proteggano dagli inevitabili tentativi di toglierlo dal suo seggio di potere al Municipio. I suoi fedelissimi della Delgado Nation sono bastati solo finora, ma da adesso la Guerra di Potere assume una nuova scala e richiede nuove risorse. Matty, incapace di sottrarsi alla carismatica personalità di Parco, si reca da Wilson, ambasciatore della pretenziosa richiesta del Governatore. Sorprendentemente il boss di Chinatown ammette l'esistenza del leggendario tesoro e ne svela l'origine. Tali risorse appartenevano alla centrale di una grande impresa bancaria i cui beni e riserve andavano prelevati da una guarnigione dell'esercito statunitense in ritirata dalla città. I soldati preposti decisero però di seppellire tutto sotto gli edifici usando esplosivi per poi tornare a riprenderselo (per loro) una volta calmatosi il primo scontro tra esercito ufficiale e ribelli e la successiva evacuazione di Manhattan. Quando tornarono la comunità asiatica e i nipoti di Wilson si erano già accorti dell'anomala operazione e avevano depredato tutti gli asset del gruppo bancario. Matty è sorpreso che Wilson sia disposto a dargli un'ingente quantità di denaro per finanziare il sistema di potere di Delgado, ma l'anziano cinese si dimostra saggio e lungimirante. Non vuole scatenare una guerra con la Delgado Nation e infatti il Governatore ha fatto seguire Matty da un gruppo di uomini armati all'insaputa dello stesso reporter. Wilson è consapevole della caparbietà dell'ex capo gang e quindi stringe un patto il fidato Matty. Per mantenere la pace deve convincere Parco che le risorse versategli rappresentano gran parte del tesoro di Chinatown e Wilson deve essere considerato un alleato disposto a sposare gli obbiettivi del nuovo governo autonomo. Matty, disposto a riferire il messaggio e il tesoro (raccolto in borse piene di lingotti), lascia Chinatown accompagnato da uomini della Delgado Nation, la destinazione è la zona conosciuta come Parco City, area urbana del Municipio e distretto presidiato dai fedelissimi di Parco. Lungo il tragitto sono però vittima di un agguato, forse causato da qualche cecchino ostile al nuovo leader della DMZ. Come già previsto i dissidi e le minacce verso la nuova amministrazione arrivano sia da infiltrati dell'esercito, sia da milizie clandestine della Trustwell e da cittadini newyorkesi ostili a Delgado, da alcuni visto come rappresentante della comunità ispanica e afroamericana. Tale aspetto alimenta un vile razzismo anche all'interno di un'enclave con le stesse problematiche quale la DMZ, a questo si aggiungono vecchie faide di gang che risalgono fino al periodo giovanile di Parco. In soccorso di Matty e degli uomini del Governatore arrivano soldati degli Stati Liberi che sembrano, in questo caso, porsi (non ufficialmente) al fianco di Delgado. Matty riceve la conferma che deve affidare il bottino al loro leader, già conosciuto in passato da Matty al Lincoln Tunnel, punto d'ingresso nella zona degli FSA. Si tratta di un individuo imprevedibile e propenso a commettere qualsiasi azione per portare avanti la sua rivoluzione. Nonostante questo Parco pare fidarsi e condividere con lui obbiettivi comuni. Comunica a Matty che il suo compito non è però finito, ma sarà il più delicato dell'operazione e, mentre deve consegnare il tesoro agli uomini arrivati dalla Parco Nation, deve farsi portare dal Comandante ribelle in una località che gli verrà rivelata al suo arrivo. Con sé deve portare una delle borse piene di lingotti con cui effettuare un pagamento (come anticipo) alla consegna di un bene preziosissimo. Matty, con sua sorpresa, viene condotto a Central Park, la zona controllata dagli ex militanti denominatisi I Fantasmi e guidati da Soames di cui il reporter era divenuto amico anni prima poco dopo il suo arrivo nella DMZ. Dopo aver mostrato l'anticipo in oro, viene portato da Soames presso la fossa dove si trova la merce di scambio e, con grande sorpresa di Matty, si tratta di un piccolo ordigno nucleare di fabbricazione militare. In passato è stato sepolto nel Parco e ora I Fantasmi ne sono in possesso, pronti a venderlo a Delgado. Soames dichiara che non vedeva l'ora di liberarsene e nelle strategie future giocherà un ruolo fondamentale per garantire la stabilità e autonomia della città. Negli accordi con Parco rientra anche la concessione di Central Park ai Fantasmi, che rimangono autonomi, e in caso di attacchi o pericoli esterni, gli uomini del Governatore li proteggeranno. Soames suggerisce a Matty che questo è anche il suo momento di avanzare delle pretese visto che l'ordigno deve essere messo in sicurezza e consegnato a lui personalmente, persino il rappresentante degli Stati Liberi deve lasciare la zona e tornare verso il New Jersey a piedi. Matty decide quindi di tentare un azzardo e dopo aver spento le comunicazioni con Parco, invece di dirigersi verso la Parco City, si reca a Times Square e li si ferma in attesa di riprendere le comunicazioni. Quando i due si rimettono in contatto le richieste di Matty per una pacifica consegna dell'arma sono chiare: Parco deve licenziare sua madre (di Matty) Madeleine di cui vuole il ruolo, gli devono essere consegnate credenziali diplomatiche, il suo status di consigliere del Governatore deve essere riconosciuto ufficialmente e pretende inoltre che gli sia affidata una guardia personale ai suoi ordini. Parco ammira il coraggio e la determinazione di Matty, di cui accetta le condizioni, quasi si aspettasse una mossa di questo tipo da lui. Stiamo entrando nel secondo mese del mandato di Delgado e un primo obiettivo è stato raggiunto, a parte qualche piccolo scontro e dissenso, per ora nella DMZ si è mantenuta la pace. Non vi sono apparenti interferenze esterne, ma bisogna sottolineare che a livello internazionale il Canada e la Comunità europea non hanno riconosciuto il nuovo governo autonomo di New York, lo stesso Governatore è ancora dipinto dai media come un ex gangster di strada, se non addirittura un terrorista. In seguito al suo nuovo ruolo nell'amministrazione della DMZ, Matty vede interrompere il suo rapporto sentimentale con Zee, la paramedica con la quale stava instaurando una relazione sentimentale dopo la morte della giornalista Kelly Connelly. Si tratta della ragazza che vuole troncare la relazione e abbandona la zona di Parco City, non approva lo schierarsi di Matty all'interno dei giochi politici e di potere della DMZ. Il suo unico interesse è aiutare le persone della sua città indipendentemente dagli schieramenti e infatti i primi soccorsi li porta a una soldata mercenaria appartenente a una delle cellule delle Trustwell ancora operative e/o abbandonate nella DMZ.

### No Future
(Tony, ex-agente del NYPD)
Nonostante il cessate il fuoco e l'insediamento del nuovo regime politico (democraticamente eletto) di Parco Delgado, la DMZ è ancora disseminata di cellule composte da gruppi paramilitari che spesso fanno riferimento a forze esterne (U.S. Army, FSA o Trustwell) o a gang di criminali locali (spesso suddivise per aree urbane ed etnie). Una delle più pericolose, armate, organizzate e attive è disseminata per la Quinta Strada e controlla una delle arterie fondamentali di Manhattan a partire da Washington Square Park, arrivando a coprire la zona famosa per la presenza dell'Empire State Building. In tale zona non riesce a esercitare nessun tipo di potere neppure la forza armata della Delgado Nation. Questo gruppo paramilitare autonomo è formato principalmente da ex agenti del Distretto di Polizia di New York (NYPD), da ex Vigili del Fuoco (FDNY) e altre forze dell'ordine. Dipendono da una catena di comando che ha come leader un enigmatico personaggio chiamato Boss e non hanno denominazioni particolari. Alcuni si riferiscono a tale gruppo come Il Culto. La caratteristica che ne accomuna gli aderenti è l'aver subito gravi lutti durante il primo tentativo di evacuazione della città, spesso si tratta della perdita della famiglia e ciò mentre erano nel pieno del loro adempimento del dovere al servizio di quegli stessi cittadini che a un certo punto gli si sono rivoltati contro. Soffrono di disturbo da stress post traumatico e non provano empatia per la situazione in cui versa ora Manhattan, utilizzano invece l'addestramento, la disciplina da caserma e gli armamenti a loro disposizione per procurarsi e depredare tutto ciò di cui hanno bisogno, diventando anche assassini a sangue freddo. Non tollerano l'interferenza di nessun gruppo esterno e arrivano ad abbattere anche gli elicotteri della Liberty News, ad attaccare i caschi blu o qualsiasi altra forza governativa o ribelle. Non vi è poi nessuna pietà per vagabondi o saccheggiatori che vengono uccisi sul posto, non vengono risparmiate talvolta neppure le loro famiglie. La disciplina militare e il controllo strategico (24 ore su 24) di zone nevralgiche seguendo turni e appostamenti di tipo militari li rende temuti da chiunque. Questa disciplina e rigida organizzazione è seguita ogni giorno da sedute di terapie di gruppo nelle quali ognuno può rivivere i traumi e i lutti subiti durante i primi giorni del conflitto e il conseguente caos. Tra di loro il Boss è riuscito a instaurare un legame di tipo familiare e utilizza i loro traumi e la rabbia per dei fini che non vengono mai ben chiariti. Per esempio arriva a usare uno dei suoi soldati migliori, l'ex poliziotto Tony, per trasformarlo in una bomba umana da far esplodere in una zona affollata di Manhattan. Tony viene scelto in quanto ha perso la moglie durante il primo tentativo di evacuazione della città, mentre cercava di mantenere l'ordine i suoi cari sono stati probabilmente calpestati da una folla inferocita dopo che la massa dei fuggitivi ha capito che non vi erano mezzi di trasporto a sufficienza e sarebbero rimasti bloccati a Manhattan. Tony non ha mai superato il trauma di aver trovato rivolti e senza vita i membri della sua famiglia. Il Boss ne sfrutta la precaria condizione psicologica per assecondare i propri fini. Prima di suicidarsi in un'esplosione Tony afferma: «Siamo arrivati alla fine. Ma questa volta è l'ultimo atto. Mi dispiace Meribeth (la moglie), mi dispiace ragazze (le figlie). Sono stato lontano troppo a lungo». Tony è l'esempio di come i conflitti armati, di ogni natura, aprano cicatrici non solo fisiche, ma soprattutto psicologiche che segnano in maniera indelebile la personalità e lo stato emotivo di chi vi si trova coinvolto.

### Hearts and Minds
(Matty Roth)
Sono passati 4 anni da quando Matty è arrivato nella DMZ come report di supporto ad un gruppo di giornalisti della Liberty News, sotto la guida di Ferguson. Matty è l'unico rimasto o sopravvissuto di quel team, ma ora la sua posizione e le sue intenzioni sono cambiate radicalmente e ha deciso di prendere le parti di uno dei leader di Manhattan (e boss indiscusso della gang Delgado Nation) che è stato eletto Governatore. Gli era stato promesso un ruolo di primo piano nella nuova amministrazione autonoma della DMZ, ma a distanza di mesi dall'insediamento riesce a vedere raramente Delgado che lo esclude dalla sua cerchia di collaboratori, ma riesce ancora a manipolarlo per compiere operazioni che pongono la vita di Matty in pericolo e sotto i riflettori dei media. Al check-point della U.S.Army sul ponte di Brooklyn viene affidato a lui il compito di dichiarare al mondo che ora la DMZ possiede un'arma nucleare e si dichiara una città stato autonoma pronta a rispondere ad ogni interferenze esterna, sia da parte del Governo di Washington, sia degli Stati Liberi o qualsiasi altra organizzazione compresa l'ONU o una corporation come la Trustwell. Gli viene affiancato un gruppo di ex-soldati, disertori o fanatici sostenitori di Paco con il quale deve offrire dei soldi a quei boss di quartiere che non sostengono e riconoscono la leadership del nuovo Governatore e anzi considerano le sue politiche una minaccia alla sicurezza della città. Di fatti sono dalla parte della ragione in quanto le minacce di paco di poter usare un'arma nucleare hanno dato la possibilità al Governo di Washington di ritenerlo un terrorista e di delegittimare la sua posizione di Governatore/Dittatore della DMZ. Ora l'esercito statunitense si sente appoggiato dall'opinione pubblica nazionale e internazionale a rompere le leggi che hanno stabilito per la zona demilitarizzata, sono pronti ad un'invasione e cominciano ad usare i satelliti e i droni per individuare l'ordigno nucleare. I piani di Paco per rendere sicura e indipendente la sua città gli si rivolgono contro e Matty diviene presto individuato come il consigliere oscuro di quello che viene dichiarato un leader del terrorismo. L'ex giornalista comincia a perdere anche la fiducia e il supporto dei cittadini che avevano cominciato a vederlo come la loro voce sincera e libera verso il resto del mondo. La sua stessa amante Zee lo ha lasciato e spesso non sa neppure dove si trovi Paco per diverse settimane. Matty viene inoltre usato per dare la caccia ed eliminare gruppi di mercenari della Trustwell che si trovano in città e lui stesso diventa un assassino. La pressione a cui è sottoposto è molto alta e comincia a soffrire di uno stato di stress prolungato e incertezza sulle decisioni prese. Di notte non riesce a dormire per i continui incubi, spesso sulla defunta Kelly e su Amina o gli altri orrori a cui ha assisto. Il collasso nervoso arriva quando inizia l'invasione dell'esercito statunitense che di fatto ribadisce il fallimento delle politiche in cui lui credeva.

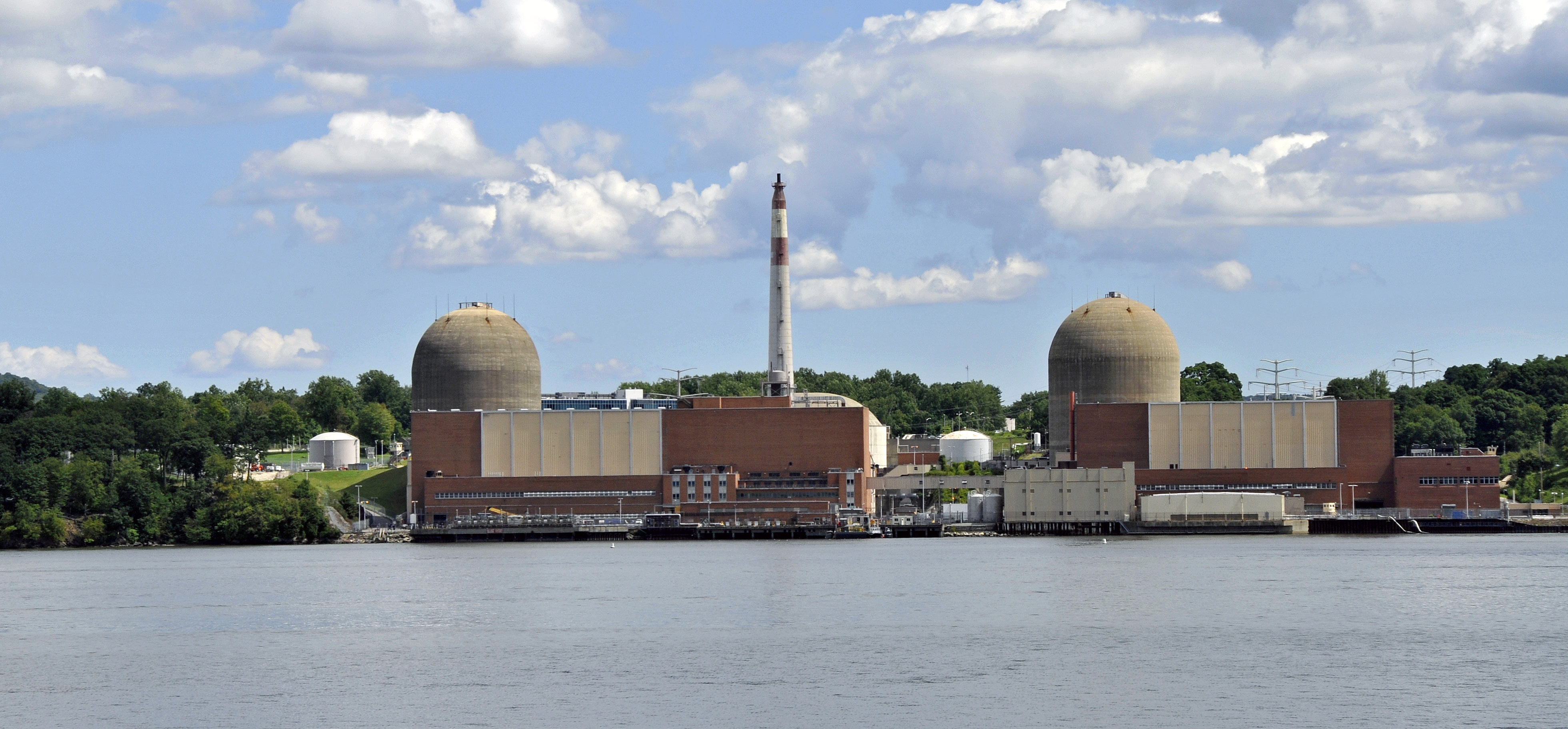
Impianto per la produzione di energia nucleare Indian Point, a 58 kilometri da Manhattan, nella contea di Winchester. Qui Paco ha nascosto l'ordigno nucleare che si è procurato per garantire l'indipendenza della DMZ e il suo ruolo di potere quale Governatore e leader inamovibile di una zona geopolitica fondamentale all'interno della nuova guerra civile.

Cade tra l'altro vittima di un pestaggio da parte dei soldati che lo lasciano in fin di vita in mezzo ad una strada. Matty vuole vendicarsi e di sua iniziativa decide di attaccare un gruppo di soldati regolari, ma preso dalla sua paranoia e nevrosi dà ai suoi uomini delle indicazioni sbagliate e vittima del loro fuoco cadono i partecipanti civili ad un matrimonio. Ora diviene persino responsabile di crimini contro l'umanità. Inoltre viene individuato il luogo in cui è stata nascosta la bomba atomica, ovvero la centrale nucleare (non più in uso) denominata Indian Point Energy Center, situata al di fuori della DMZ, 58 kilometri a nord di Manhattan nella Contea di Westchester. Rimane un mistero come vi sia arrivato e durante l'invasione della DMZ alla quale non si oppongono neanche i militanti degli Stati Liberi, Paco sembra sparito e non impartisce ordini. L'aviazione distrugge l'impianto nucleare del centro energetico Indian Point sottraendo al Governatore (ormai delegittimato) il mezzo considerato il deterrente più efficace per la sicurezza e la pace della DMZ.

### M.I.A.
(Matty Roth)
A distanza di due settimane dal Fallout in seguito alla distruzione di Indian Point, la DMZ, 25 miglia a sud viene risparmiata dalle radiazioni residue grazie ai venti che sospingono le radiazioni in altre direzioni. In gran parte verso l'Oceano, l'area di Danbury/New Heaven/Bridgepoint, Long Island e parte del Connecticut, tutte zone che vengonono evacuate. A questo punto il Governo centrale convince gran parte degli statunitensi e dell'opinione internazionale che gli Stati Liberi abbiano dato protezione a Delgado che pare sia fuggito verso il New Jersey e viene trasformato nel terrorista e criminale più ricercato al mondo. Al fine di catturarlo e ristabilire l'ordine ed altri episodi simili la U.S.Army gode di un grande appoggio e quindi viola le regole internazionali sulla DMZ sferrando un attacco militare che porta anche all'uso dell'aviazione e di ogni mezzo possibile per eliminare l'esercito degli stati ribelli e i loro "alleati" terroristi della Delgado Nation o gang affiliate. Ci sono bombardamenti che perdurano per nove notti consecutive. Tutto lo staff dell'ex-Governatore Paco compreso Matty Roth è ricercato per crimini contro l'umanità. Matty si rifugia nella porte più a nord di Manhattan che per paura di eventuali ricadute radioattive è deserta. Ormai è isolato e si pente amaramente delle decisioni prese, delle vittime di cui è co-responsabile e del fatto che ha tradito quello che i cittadini si aspettavano da lui, ovvero un giornalista che avesse il coraggio di raccontare imparzialmente la situazione reale della DMZ.

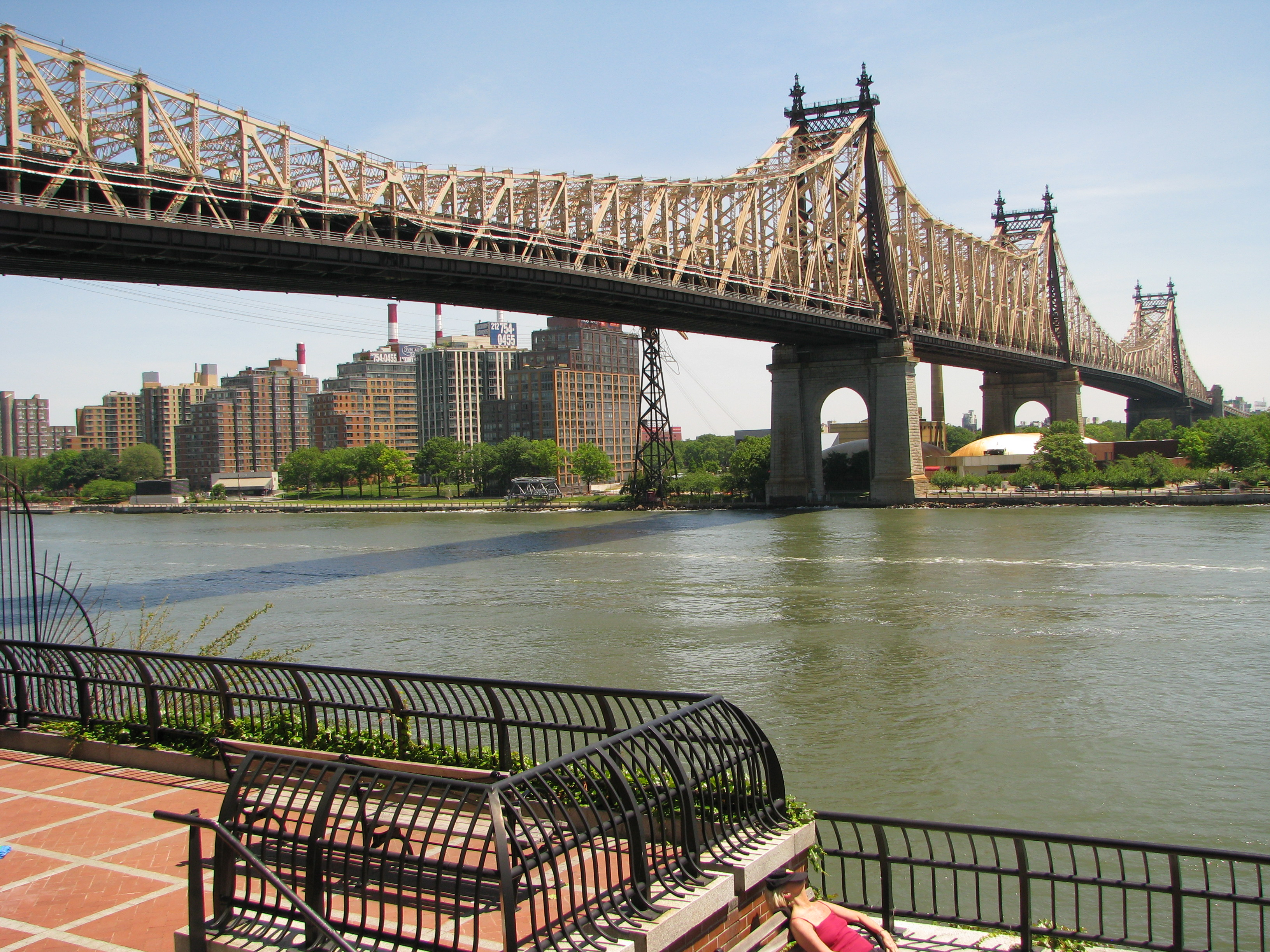
Il Ponte di Queensboro conosciuto anche come 59th Street Bridge. Nel 2011 è stato ribattezzato come ponte Ed Koch. La sua funzione è quella di collegare Manhattan con Long Island. Qui si trova il checkpoint della U.S.Army, il passaggio più significativo tra DMZ e la zona controllata dal Governo di Washington.

Matty è ormai in uno stato depressivo e privo di un obbiettivo, decide quindi di provare a consegnarsi alle autorità del Governo di Washington sempre che riesca a raggiungere vivo il loro checkpoint al 59th Bridge Street (conosciuto come Queensboro Bridge) attraverso una zona ribattezzata River of Blood (o "fiume di sangue") per la pericolosità e il caos che ne caratterizza la situazione. Sembrerebbe riuscirci, ma viene catturato da una piccola fazione della Delgado Nation, guidata da una donna che sostiene di essere la sorella di Paco e di chiamarsi Rose Delgado. Lei è alla ricerca del fratello e crede che Matty sappia dove si trova, lo sottopone e sevizie, torture, minacce di morte, ma l'ex giornalista non è in grado di rispondergli. Rose si rende conto che l'uomo non mente e si trova allo sbando e in uno stato confusionale. Decide quindi di lasciarlo libero, ma alla condizione che continui a raccogliere e narrare la storia della DMZ di questi anni, ma raccontando con sincerità e imparzialità l'importanza di Paco e della sua reale volontà di mantenere la pace, l'indipendenza e la prosperità per gli abitanti della DMZ. Matty vuole comunque consegnarsi alle autorità e subire le conseguenze delle sue azioni, riesce quindi a raggiungere Queensboro Bridge e si consegna. Sorprendentemente non viene subito arrestato, ma viene portato ad un centro della Liberty News dove viene ripulito e rifocillato per poi incontrare suo padre. Questi ha trattato un'amnistia a patto che lui accetti un incarico molto delicato supportato dal Governo, dalle Nazioni Unite e dai principali gruppi di informazione internazionale. Il supporto e sostegno al pesante intervento militare nella DMZ comincia a non avere più il supporto interno e internazionale di prima, la finestra d'azione per la rappresaglia è destinato a chiudersi. Dopo l'assassinio del presidente delle Nazioni Unite, è fuori luogo l'invio di caschi blu a fare da osservatori così come gli scandali della Trustwell esposti dallo stesso Matty assieme le ingerenze militari non autorizzate lo rendono ancora un giornalista e cronista spendibile per l'opinione pubblica. Vi è poi l'esperienza e i contatti da lui stabili in 4 anni di permanenza. Gli viene persino consegnato un tesserino come osservatore ufficiale dell'ONU. Inoltre sua madre gli comunica che Zee si è messa in contatto con lei e gli ha comunicato di aver salvato tutte le note e i resoconti che Matty aveva abbandonato nel suo vecchio appartamento ad Astor Midtown Manhattan. Matty è colto di sorpresa, ma improvvisamente ha di fronte una chance per riscattarsi. Di conseguenza accetta anche se si rende conto di rischiare di essere una mera pedina dei Poteri Forti dello Stato e del sistema militare, ma la sua informazione potrebbe essere l'unica a dare una prospettiva oggettiva agli eventi futuri della DMZ. Pone però una condizione, ovvero che non gli venga concessa l'amnistia, un giorno quando la partita sarà chiusa vuole affrontare un regolare processo soprattutto per rispetto delle 12 vittime civili uccise ingiustamente dietro un suo ordine (fatto su un'errata valutazione) e per aver contribuito a consegnare a Paco un ordigno atomico. Il patto viene siglato e viene quindi riportato nella DMZ dove comunque avrà supporto logistico e mezzi di contatto con l'esterno forniti da Liberty News. Il suo pensiero è guidato da un proposito unico e significativo: «Ci siamo Matty, questa volta si fanno le cose per bene».

### Collective Punishment
L'esercito degli Stati Uniti, prima di perdere il supporto di cui gode a livello interno e internazionale (in seguito alle azioni definite terroristiche di Paco), decide di sferrare sulla DMZ un attacco senza precedenti utilizzando l'aviazione e truppe paramilitari denominate New America Army. Prima però oscura la zona da ogni contatto con l'esterno tagliando il sistema di comunicazione tramite internet e, utilizzando ordigni EMP e Black Out anche le informazioni tramite telefonini. Inizia quindi un bombardamento massiccio mai visto prima, che colpisce indiscriminatamente cittadini, zone dominate da gang, quartieri autonomi con una loro leadership quali ad esempio Chinatown e zone in cui si sospetta un'eccessiva presenza di milizie degli Stati Liberi. A tal fine manda nella DMZ nessuna pattuglia facente parte ufficialmente della U.S.Army, ma un gruppo eterogeneo formato da ex-criminali, mafiosi, patrioti, tutti disposti ad individuare i punti sensibili e a persuadere i vari boss locali a lasciare il potere e sostenere, se possibile un'evacuazione della loro area di influenza. Gli attacchi aerei sono devastanti, qualcosa di mai registrato storicamente sul suolo statunitense. Uno degli attacchi più drammatici è quello su Chinatown. Essendo la zona più popolosa e ricca della DMZ, il Governo non può permettersi un massacro di queste dimensioni e quindi si rivolge a Wilson usando un gruppo di malavitosi (probabilmente mafiosi) per persuadere colui che viene considerato il boss occulto dell'area (conosciuto come il Protettore Fantasma), a mettere in salvo la sua gente. Colui che pensava di poter ereditare il potere e il controllo di New York una volta finita la guerra civile è incredulo, ma conscio di ciò che sta per accadere e decide di far evacuare gli abitanti che si era sempre ripromesso di proteggere, ma lui non abbandonerà il suo "regno". Il giorno dell'attacco aereo si fa preparare un ultimo pasto e si mette a tavola mentre aspetta la fine. Wilson è uno dei personaggi preferiti dallo scrittore Wood e scrivere quell'albo lo rattrista, ma allo stesso tempo ritiene giusto che la sua uscita di scena avvenga senza compromessi e nel rispetto di ciò che ha rappresentato. Una delle sue ultime frasi è significativa: «Questa è una situazione impossibile e imprevedibile. Si aspettano che anch'io mi pieghi di fronte loro dopo aver sempre camminato a testa alta? Gli americani dovrebbero piegarsi al mio cospetto».
Durante i giorni di bombardamenti non si hanno notizie delle truppe o dichiarazioni delle truppe degli Stati Liberi e Matty si protegge insieme a diversi civili nei sotterranei della città. Alla fine delle rappresaglie dell'aviazione ci viene comunicato che i residenti della DMZ sono 4 mila, questo dopo che diversi abitanti l'hanno abbandonata tramite le vie di fuga messe a disposizione. Il numero dei deceduti è sconosciuto.

## Personaggi

Matthew e Zee sulla copertina di "DMZ Vol.2", disegnata da Brian Wood. Edizione italiana © 2014 RW-Lion

- Matthew "Matty" Roth: fotoreporter che giunge nella DMZ insieme alla troupe della Liberty News[2]. Si trova in questa posizione perché raccomandato dal padre e accompagna un prestigioso giornalista quale Victor Ferguson (premio Pulitzer)[2]. A seguito di un attacco subito dalla sua squadra si ritrova bloccato a Manhattan e ha la possibilità di assumere il ruolo di reporter per quanto sta realmente accadendo in una zona nevralgica sia a livello simbolico (a livello mediatico) sia per le strategie militari delle fazioni in lotta[12]. Nel prendere questa decisione dimostra coraggio e una propensione a essere un vero giornalista che prima non aveva mai avuto[3]. Cambia atteggiamento quando si rende conto che le notizie che trapelano dalla DMZ attraverso i canali ufficiali sono manipolate e non danno un reale e obiettivo resoconto di quanto sta avvenendo[3]. Nell'arco del primo anno di permanenza ha modo di maturare e sviluppare carattere e determinazione. L'esempio gli viene dato da quei cittadini rimasti che affrontano le avversità e privazioni con coraggio e fiducia. Sono persone che hanno perso tutto, ma sono risoluti nel cercare di riportare equilibrio e normalità nonostante il caos generato da una guerra fratricida e non convenzionale[12]. Quando capisce che anche Liberty News è alle dipendenze del Governo di Washington decide di staccarsi, sceglie l'indipendenza e il rischio che ne deriva[3]. In un resoconto della sua esperienza dopo un anno di permanenza afferma: «Sono qui da un anno e ogni volta che penso di aver visto tutto, di aver visto che le cose più violente, quelle più edificanti, o quelle più innovative, mi basta girare un angolo e le mie percezioni cambiano in un attimo. Questo è un luogo strabiliante. La Guerra sta ridefinendo tutti... è l'inizio di una nuova gente, di una nuova tribù. Non americani, nemmeno newyorchesi, ma qualcosa d'altro. Io so che sarò qui a vederlo e col tempo ve lo racconterò»[12].
- Zee Hernandez: prima dello scoppio della guerra lavorava come infermiera all'Ospedale Saint Vincent a Manhattan[13]. Ha assistito in prima persona alle conseguenze generatesi dagli scontri avvenuti in città ancora prima dell'arrivo dell'Esercito degli Stati Liberi (FSA) e di quello degli Stati Uniti[13]. Diverse zone di Manhattan sono infatti state colpite da diverse esplosioni e attacchi suicidi, spesso non rivendicate da nessuna parte in conflitto e inutili dal punto di vista militare[13]. Con l'approssimarsi dell'esercito USA a Brooklyn e Long Island e le divisioni degli FSA stazionate nel New Jersey, si è decisa l'evacuazione di Manhattan, ma Zee è tra coloro che hanno deciso di restare[13]. Ha capito che il centro urbano sarebbe rimasto abitato da almeno mezzo milione di newyorchesi e l'imminente Battaglia di New York avrebbe causato vittime e feriti bisognosi di persone come lei preparate al pronto soccorso[13]. Da quando è stata delineata la DMZ, Zee porta avanti una piccola clinica e gira per il suo quartiere a visitare chi sta male e non può muoversi[13]. Ogni volta che arriva materiale dalla Croce Rossa Internazionale o qualche tipo di aiuto umanitario cerca di accaparrarsi qualcosa prima che attraversi i canali di distribuzione ufficiali, purtroppo gestiti dalle gang locali e poco efficienti nel raggiungere i più bisognosi[13]. Si tratta della prima amica che Matty riesce a farsi in città dopo il suo rocambolesco arrivo, gli fornisce un alloggio sicuro durante la sua prima notte e cerca di fornirgli le prime informazioni di prima mano su come funziona la società nella DMZ. Zee non si fida pienamente di lui, ma capisce che è l'unica speranza di far sapere al mondo esterno la reale situazione della città[2]. Inizialmente rappresenta un punto di riferimento fondamentale e d'ispirazione per il giovane reporte. Lo sprona inoltre a rimanere per poter finalmente riportare al mondo esterno delle notizie imparziali su quanto sta succedendo. Zee rappresenta l'altruismo e un bagliore di speranza in un panorama cupo e senza apparenti soluzioni dove spesso prevale l'istinto d'autoconservazione sul bene della collettività[13]. Quando riflette sulla situazione del luogo in cui vive afferma :«Questa città ha rotto l'impeto della guerra. È l'unica parte del paese che nessuna delle due parti è riuscita a reclamare per sé. Questa è la DMZ. Ci abitiamo noi. È la nostra casa. Non ce ne andremo mai»[13]. Matty sente che c'è una sorta di legame spirituale tra Zee e la DMZ,ed arriva ad affermare che :«Non riesce ad immaginare che questa città possa sostenersi senza di lei»[10]. Allo stesso tempo Matty, pur intrecciando una relazione con Zee, si sente in suggestione di fronte al giudizio che la ragazza ha di lui, le aspettative che lei ripone in Roth come giornalista indipendente e voce libera della sua città sono molto alte. Ad un certo punto tale pressione allontana i due in quanto Matty vuole sentirsi più libero nel prendere le sue decisioni[10]. La mancata influenza positiva e l'esempio datogli da Zee porterà però Matty a perdere i suoi principi di giornalista imparziale e cade vittima del carisma di Paco Delgado, appoggiandolo nella sua presa di potere come Governatore della DMZ. Zee non approva il nuovo ruolo politicizzato e di parte assunto da Matty, ormai non più al servizio della cause a favore di tutti i cittadini, ma un galoppino, esecutore e sicario di un leader la cui sincera volontà di governare e proteggere i cittadini nasconde un'agenda pericolosa[10].
- Kelly Connely: inviata estera per il gruppo Independent World News[14]. Operativa anche all'interno della DMZ, ha permesso a Matty di staccarsi dalla Liberty News[14], organismo d'informazione poco imparziale e diffusore della propaganda del governo centrale. La Independent World News di Kelly garantisce maggiore libertà d'informazione e meno censura alle notizie riportate da Matty Roth. Kelly è da molti considerata un'incosciente in quanto è pronta a tutto per scattare delle foto in zone di guerriglia e non esita a seguire fianco a fianco i combattenti[15]. Nota anche per la sua mancanza di emozioni di fronte alla sofferenza degli abitanti della DMZ[15]. Nonostante questo Matty l'ammira per la sua capacità di pianificazione e la freddezza che dimostra anche nelle situazioni più difficili[15]. Tra lui e Kelly nasce anche una sporadica relazione sessuale che sfocia in una certa complicità e fiducia reciproca[14]. Quando Kelly viene ritrovata morta in seguito all'ennesimo azzardo per cercare uno scoop, aveva dato istruzioni che fosse Matty a dare fuoco al suo corpo. Il rapporto tra i due è il primo di questo tipo per Matty nella sua nuova vita all'interno della DMZ[14], la seconda relazione l'avrà con la giovane Amina, membro di una cellula combattente indipendente.
- Amina: donna di origine araba che Matty conosce quando si trova sotto copertura all'interno di una cellula di resistenza che vuole colpire la Trustwell Corporation e le Nazioni Unite, colpevoli di appoggiare l'ingerenza militare nella DMZ[4]. Matty ha una relazione con Amina la quale si è offerta volontaria per un attacco suicida che porti alla morte del Segretario dell'ONU. Grazie all'intervento dello stesso Matty l'attentato viene sventato e Amina è salva, ma non per questo gli è grata, ora la sua vita torna a essere priva di senso e alla deriva[4]. Si ritrova a vivere di accattonaggio nel Bronx, zona di Soundview dove deve sottostare agli ordini di un ex militante degli FSA, proclamatosi nuovo Re del quartiere[16]. Viene usata come corriere per trasportare soldi e armi. La sua vita è fatta di stenti ed è in continua balia di eventi che non può controllare, viene anche contattata da un emissario degli Stati Liberi per eliminare il disertore nominatosi Re di Soundview[16]. Pur nella situazione difficile in cui si trova, cerca di dare aiuto a chi ne ha bisogno, tratto caratteristico della maggior parte dei civili bloccati nella DMZ[16]. Amina trova una dimora fissa e smette di vagabondare nel momento in cui l'ex-governatore Paco Delgado avvia un programma, insieme all'architetto Jamal Green per creare quella che viene denominata Parco City in cui si mettono in sicurezza diversi edifici in modo da poter ospitare quei cittadini che vivono principalmente per strada. Alla donna viene assegnato un appartamento di medie dimensioni che la aiuta a dare stabilità e maggior sicurezza alla sua vita. Di fatto Amina ha votato per lui e crede fermamente che volesse realmente aiutare i cittadini della DMZ. Anche sotto i pesanti bombardamenti statunitensi, giustificando la condotta di Paco come quella di un terrorista, non si pente delle scelte fatte e cerca di sostenere quelle cellule rimaste della Delgado Nation.
- Wilson: anziano signore di origini cinesi, è di fatto il leader più influente di Chinatown, zona che tiene sotto controllo tramite una serie di gang controllate da suoi diretti sottoposti conosciuti come Nipoti di Wilson[17]. Probabilmente molti sono realmente suoi parenti, ma altri sono stati acquisiti. Prima della guerra non era altro che un servitore dei boss della mafia locale, ma è stato il primo a capire cosa stava succedendo e ha sfruttato la confusione dei primi giorni del conflitto per prendere il potere[17]. Ha ucciso i suoi capi senza esitare e ha dato l'ordine di sigillare Chinatown, respingendo fin da subito i soldati di entrambi gli schieramenti[17]. Non crede nel Sogno Americano e considera l'etnia cinese come un'entità che deve rimanere unita e al di fuori della guerra civile[17]. Nonostante il suo aspetto bonario può essere brutale e senza scrupoli e il suo obiettivo è quello di aspettare la dissoluzione degli Stati Uniti per poter diventare il Re di Manhattan[17]. Fortunatamente prende in simpatia Matty (forse per sfruttarne la risonanza mediatica) e i due divengono compagni di bevute[14].
- Paco Delgado: leader ispanico che ha preso il controllo della zona Uptown della DMZ. Ha riscosso un'enorme popolarità presso le comunità ispaniche, afroamericane e, in genere, presso l'intera e variegata comunità newyorkese. Non si è mai schierato con nessuno dei due fronti combattenti. Critico verso il vecchio potere con sede alla Casa Bianca, colluso e corrotto dagli interessi delle grandi lobby bancarie, industriali, e di fatto al soldo delle corporation. Non si fida dei combattenti degli Stati Liberi, autodefinitesi rivoluzionari e separatisti, ma di fatto portatori di caos e morte. Vi è quindi la concreta possibilità di ritrovarsi sotto un nuovo tipo di autoritarismo anche se di fatto sarà più propenso a scendere a patti con questo schieramento di stampo eversivo. Delgado viene accusato a sua volta di essere un terrorista e capo di gang che hanno commesso crimini, ma di fatto agli occhi dei newyorkesi e dello stesso Matty, risulta essere, come alternativa, il male minore e le accuse nei suoi confronti (veicolate dai media mainstream) non sono pienamente verificabili. La sua popolarità lo porta a vincere le elezioni come nuovo Governatore della DMZ, nonostante sia stato inizialmente screditato, poi cercato come alleato sia da Washington sia dagli FSA. La percezione che non sia un politico con il quale sia facile scendere a compromessi e soprattutto non corruttibile è dimostrato dal tentato assassinio di cui è vittima e dal quale si salva miracolosamente. La base su cui ha costruito la sua leadership è formato da un vasto gruppo di cittadini denominato Delgado Nation, formata principalmente dagli abitanti di Harlem, la Spanish Harlem e Washington Heights, ma a cui aderiscono molti altri abitanti della DMZ al di fuori di queste zone. Parco crede nel lavoro giornalistico di Matty e lo vuole al suo fianco sia come addetto stampa sia come consulente politico. Da notare che tale ruolo è dato inizialmente alla madre di Matty, ovvero Madeleine Mastro già responsabile della sua vincente campagna elettorale. Per il personaggio di Parco, lo scrittore Brian Wood afferma di aver voluto creare un leader di stampo populista capace di rivolgersi al cuore dei più oppressi e sofferenti, dote non alimentata da ipocrisia politica, ma in quanto nato e vissuto da quel lato della barricata[18]. Allo stesso tempo è molto intelligente, carismatico e capace di manipolare il sistema cogliendo le occasioni giuste, evitando affrettati scontri militari o rivoluzioni caotiche[18]. Le figure storiche di riferimento sono Che Guevara, Hugo Chavez e Al Sharpton[18]. Inizialmente Parco viene creato, anche su suggerimento dell'editor Will Dennis, per poterne fare un vero amico per Matty, considerato ancora troppo isolato all'interno della DMZ anche dopo due anni di permanenza[18]. La figura di Delgado viene poi sviluppata da Wood che vede in questo personaggio il potenziale per creare un nuovo status quo all'interno della DMZ e qualcuno che possa esercitare sul reporter un'influenza e carisma che ne amplifichino le vere ambizioni[18]. Le intenzioni politiche e la volontà di aiutare al meglio possibile gli abitanti della DMZ sono valutate da Brian Wood come oneste e realmente animate da buoni propositi[19]. Il catastrofico fine del suo mandato e l'inferno che ne deriva nasce dal fatto che assume il potere potere portando con sé la sua mentalità da capo gang e da ragazzo cresciuto per strada senza una reale istruzione di base né tanto meno la preparazione a gestire i complessi rapporti e mezzi d'azione tipici del sistema politico[19]. Involontariamente quindi arriva a compiere azioni che lo mettono sotto la gogna dei media internazionali diventando "l'uomo giusto" per Washington al fine di giustificare un definitivo attacco sull'area al fine di prendere il controllo di una zona nevralgica e strategicamente fondamentale nella guerra contro le truppe degli Stati Liberi[19]. D'altra parte la gestione di un grande potere ha spesso compromesso le azioni e la memoria storica di molti leader politici nati e preparati per questo tipo di compito.
- Madeleine Mastro: è la madre di Matty ed è un'importante consulente politica privata, ingaggiata dagli aspiranti politici specialmente come consulente per le campagne elettorali. Agisce anche come consulente esterno a politici e leader già in carica. Adotta i cognome paterno in quanto vive separata dal marito, anche se non divorziati. Ha una precisa visione politica che la pone sullo schieramento di sinistra della politica statunitense, di conseguenza le sue scelte d'ingaggio tenderanno verso quei candidati e governanti in linea con le sue posizioni. Matty spesso incolpa i contrasti di natura ideologica tra la madre e il padre, repubblicano e ostinatamente convinto di una linea politica conservatrice e autoritaria. Dopo la scoppio della nuova guerra civile americana ha deciso di abbandonare il paese (e la famiglia) per trasferirsi in Europa, forse per evitare di prendere posizioni considerate sovversive, con grande sorpresa di Matty torna sul campo per appoggiare e aiutare Parco Delgado durante le prime elezioni per un nuovo Governatore all'interno della caotica DMZ dello Stato di New York. Il rapporto con il figlio è distaccato e pare non esservi affetto. Nonostante questo Madeleine è sul luogo anche per aiutare il figlio e dargli una credibilità, minata dagli organi d'informazione mainstream. Il suo ruolo durante le elezioni risulta essere fondamentale nel legittimare Delgado come candidato autonomo e nel portarlo alla vittoria grazie anche alla sua capacità di trasformarlo in un martire dopo il suo tentato assassinio.
- Rose Delgado: sorella di Paco, è alla ricerca del fratello e rapisce Matty per sapere dove potrebbe trovarsi. Lei e il suo sparuto gruppo di seguaci rimane probabilmente uno degli ultimi gruppi ancora fedeli all'ex-governatore. Le sue azioni denunciano un atteggiamento spietato e senza scrupoli, ma alla fine lascia vivo Matty perché ne riconosce l'importanza che può ancora avere nella narrazione di quanto è successo negli ultimi anni a New York. È convinta che il fratello non sia un terrorista e non abbia mai avuto realmente intenzione di usare l'ordigno nucleare per causare vittime, ma solo come deterrente per proteggere l'indipendenza della DMZ. Anzi è convinta che dietro la sua detonazione vi sia stato il chiaro scopo di screditare Paco, malvisto dalle autorità governative anche perché propenso realmente a difendere gli interesse delle fasce più deboli della DMZ. Persino i suoi collegamenti con l'esercito degli Stati Liberi è solo una montatura della propaganda. Dal punto di vista del character design l'aspetto post-punk, la pettinatura e lo sguardo imperscrutabile e temibile sono una creazione al 100% di Burchielli al quale Wood da il compito di creare il personaggio[19]. Non viene poi revisionato dallo scrittore visto che (come in molte altre occasioni) è pienamente soddisfatto del lavoro dell'artista italiano[19].

## Gruppi militanti, entità e quartieri
- Gli Stati Liberi d'America (FSA): sono l'esercito e la forza politica d'opposizione che si è ribellata al Governo centrale di Washington[20]. Inizialmente sono un insieme di movimenti separatisti del Midwest che arrivano a creare un fronte comune formato da milizie armate, determinate a sfidare le istituzioni e l'esercito regolare statunitense[20]. Il movimento nasce come protesta verso un Governo che ormai da decenni sembra incapace di risolvere i problemi che affliggono la popolazione quali disoccupazione, aumento della povertà e della criminalità. La Casa Bianca e il Campidoglio fanno l'errore di sottovalutare la crisi interna impegnando risorse nelle guerre all'estero e dirigendo la loro attenzione alla politica estera[20]. Nelle fasi iniziali della guerra lo slancio verso est degli FSA è notevole, ma a New York si arriva a uno stallo del conflitto, si forma un fronte al centro del quale (nella Terra di nessuno) si forma la DMZ (che coincide con l'isola di Manhattan). Durante gli anni di guerra in tutti gli Stati della Nazione gli Stati Liberi sembrano assumere consensi, anche se non esprimono un chiaro programma politico a lungo termine[20]. Diventano però per un simbolo di protesta per molti di coloro che hanno vissuto ai margini del Sogno Americano. Come dichiarato dall'autore Brian Wood, la reale minaccia (per il Governo) non risiede nella forza armata espressa dalla FSA che non può contare sulle tecnologie e l'organizzazione militare dell'esercito regolare. La forza della ribellione degli Stati Liberi risiede nel fatto che non sono solo un esercito improvvisato e spesso disorganizzato, ma rappresentano un "concetto"[18]. Dietro questo ideale che si oppone ad un sistema socio-politico in crisi si radunano o ne vengono sedotti milioni di cittadini che sono insoddisfatti della loro situazione finanziaria o vivono ai margini del benessere e prosperità promessi dai padri fondatori del Paese e dalle istituzioni[18]. Di conseguenza è come una malattia di natura antropologica che si può diffondere come delle metastasi in ogni angolo e istituzione degli Stati Uniti. Reclute dormienti o cittadini simpatizzanti degli FSA si possono trovare dai vertici politici ai disoccupati, agli intellettuali, per arrivare a chi vive in baraccopoli o i senza tetto (ovvero gli homeless, in costante aumento)[18]. Come afferma l'autore: «Gli FSA sono un concetto non un esercito regolare, quindi sono ovunque. Si tratta di una prospettiva terrificante se questo minaccia il tuo stile di vita. L'idea di un nemico invisibile che può assumere ogni forma o essere in ogni luogo è spaventosa (per chi è rassicurato dalle istituzioni che gestiscono il potere)»[18].

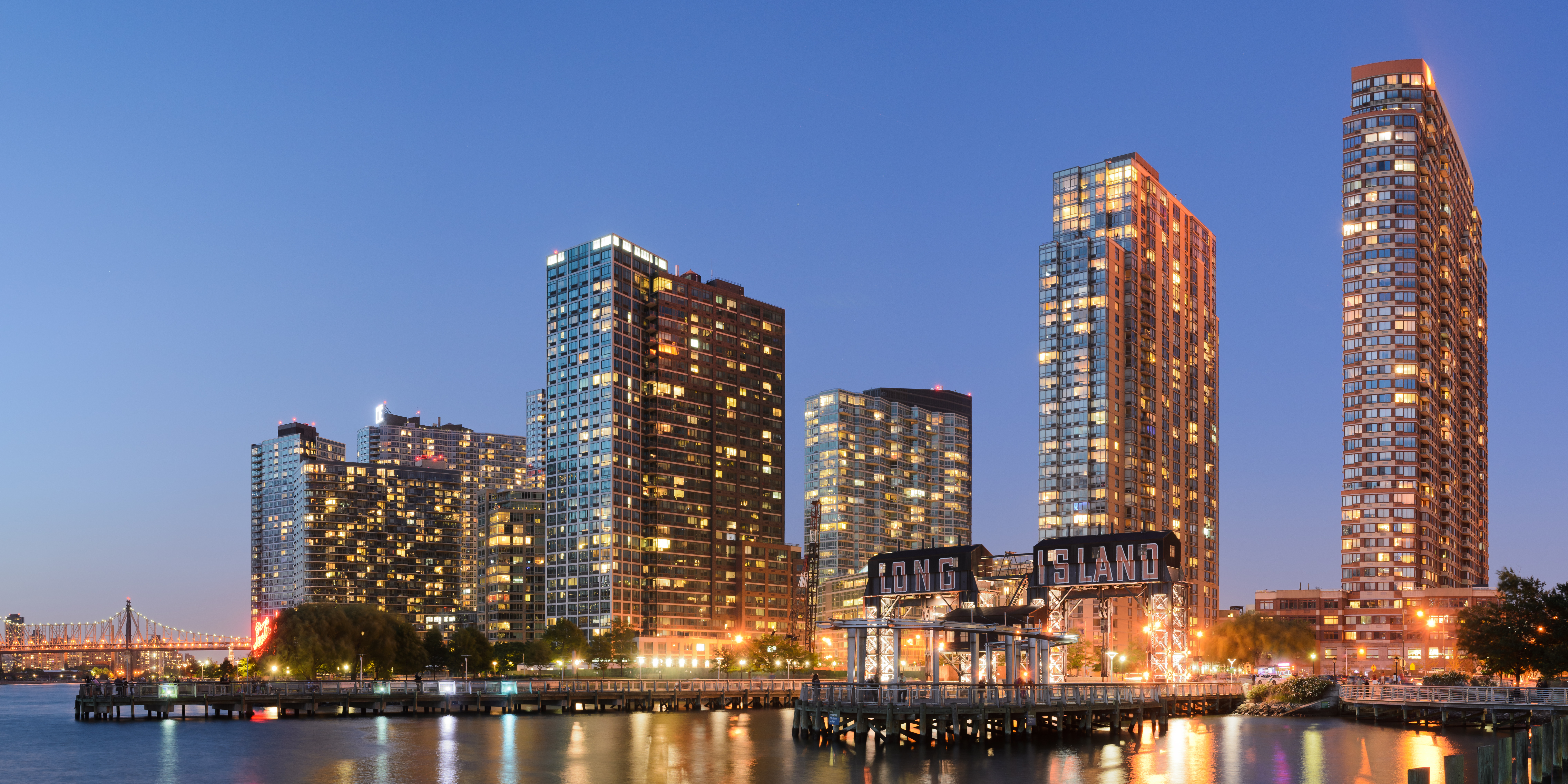
Entrata a Long Island dall'East River. La sede della Liberty News durante la seconda guerra civile è nel palazzo più alto a destra (foto del 2015)

- Liberty News Network: oltre a essere il gruppo mediatico più diffuso nel paese, è diventato il maggior organo di propaganda per il Governo degli Stati Uniti. Il compito del network è il controllo sulle informazioni riguardanti la guerra e cercare di screditare le operazioni politico-militari degli Stati Liberi. Il padre di Matty lavora nel consiglio d'amministrazione e questo gli permette di inserire il figlio tra il gruppo di giornalisti e reporter del giornalista pluripremiato Viktor Ferguson (asservito al potere centrale). La sede della Liberty News presso la DMZ è nel Queens a Long Island.
- I Fantasmi: gruppo composto da soldati delle Forze Speciali (sia FSA, sia U.S. Army) che hanno deciso di disertare e si sono stabiliti a Central Park[12]. Sono guidati da uomo conosciuto come Soames, probabilmente il più alto in grado prima della diserzione[12]. In realtà si tratta di un soldato in forza all'esercito degli Stati Liberi che voleva disertare passando nella zona controllata dagli Stati Uniti[21]. Dopo aver attraversato la DMZ (dal New Jersey verso Brooklyn), decide di restare e aiutare sia i residenti sia gli animali[21]. Sotto la sua guida i Fantasmi sono divenuti i protettori del parco e degli animali dello zoo che sono sopravvissuti[12]. Si occupano anche di distribuire aiuti umanitari quando questo è possibile. Matty li ha conosciuti durante il suo primo inverno nella DMZ e uno di loro gli ha offerto di vivere nel suo appartamento (ora vuoto) a Stuy-Town[12]. Matty ha realizzato un servizio su di loro, consegnato a Liberty News, ma non è mai stato trasmesso in seguito a pressioni governative. Washington non vuole che si sappia di soldati disertori all'interno della DMZ e Matty non era ancora consapevole della collusione tra il suo network e il Governo centrale[12].
- Washington Heights: enorme quartiere residenziale di Uptown a nord di Harlem[12]. In gran parte è disabitato e gli appartamenti di lusso abbandonati[12]. La maggior parte della popolazione si è radunata a Downtown, centro del commercio e fulcro vitale di Manhattan. A Washington Heights si sono radunati saccheggiatori, criminali ed emarginati[12]. La zona è stata anche usata per le fosse comuni in seguito ai numerosi decessi seguiti alla prima offensiva e alle guerriglie degli anni successivi[12]. Non esistono gruppi organizzati in questo quartiere, ma c'è un gruppo di volontari, tra cui Jamal (amico di Zee) il cui scopo è cercare di rivalutare questa parte della DMZ[12].
- Ground Zero: si trova nella parte meridionale di Manhattan, dove si ergevano gli edifici WTC 1 e WTC 2 prima dell'11 settembre 2001, ed è una zona controllata dall'esercito degli Stati Uniti, l'unica di Manhattan che può vantare di far parte degli Stati Uniti sin dall'inizio della seconda guerra civile[12]. Questo è potuto avvenire in seguito al disinteresse nei confronti di quell'area da parte delle truppe degli Stati Liberi. Gli stessi cittadini della DMZ hanno dovuto affrontare tragedie e stragi che hanno posto in secondo piano il crollo delle Torri Gemelle avvenuto diversi anni prima[12]. Per il Governo di Washington vale la pena mantenerne il controllo per motivi politici e propagandistici, il Presidente degli USA lo considera un simbolo che rappresenta la continua lotta ai terroristi e ai nemici dell'American Dream[12]. In questo caso però la minaccia (definita terroristica) è rappresentata da una numerosa moltitudine di cittadini statunitensi anti-sistema e disposti a lottare pur di abbattere il vecchio sistema politico[1].

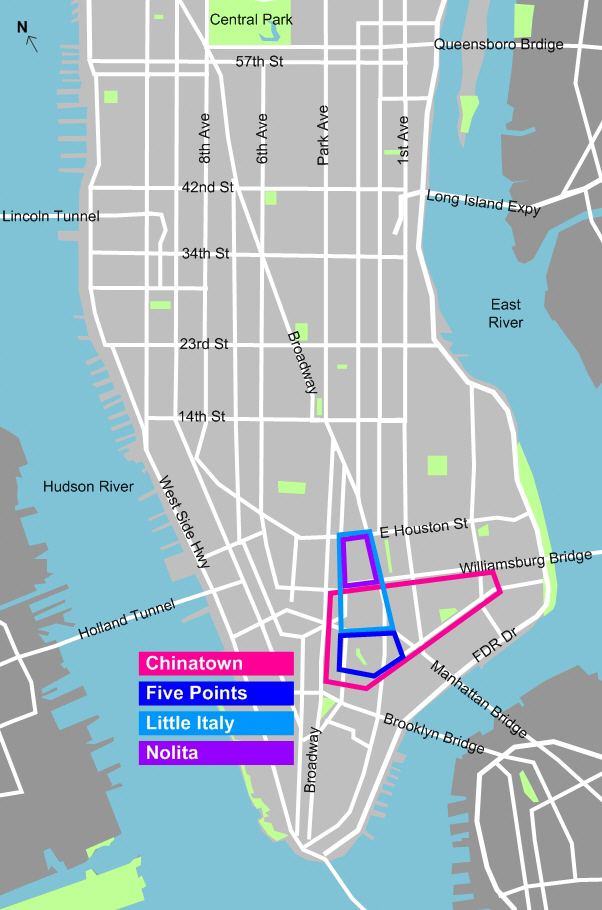
Mappa dell'area urbana controllata da Wilson, nota come "Chinatown" e ora isolata dal resto della DMZ

- Chinatown: gli asiatici che vi risiedono sono il più vasto gruppo etnico della DMZ a essere stato ignorato durante l'evacuazione e ora è probabilmente il più numeroso all'interno dell'area[12]. Il quartiere è stato blindato ed è molto difficile per un non-asiatico accedere alla zona. Anche la U.S. Army ha smesso ogni tentativo di prenderne il controllo[12]. All'interno della DMZ il territorio della città è stato suddiviso in enclavi che raramente coincidono con i quartieri originali di New York[10]. Ognuna di queste è governata da un boss e il suo gruppo di militanti, che, dopo aver preso il controllo di una zona, ne stabiliscono regole e influenzano in maniera determinante la vita di chi vi risiede. Tra questi gruppi di potere ci sono spesso guerriglie per il territorio e la zona di influenza e quindi la mappa della città viene continuamente riscritta[10]. Spesso quando si va a letto la sera ci si risveglia poi in un quartiere dove si è instaurato un differente tipo potere e regole di vita. Chinatown è l'unica enclave che ha avuto la forza di mantenere il suo nome e la sua identità originale[10]. Al suo interno la gestione del potere non è chiara per chi non vi risiede, all'esterno il suo leader è stato denominato Ghost Protector of Chinatown (ovvero "il protettore fantasma del quartiere cinese")[10][12]. Dietro questa enigmatica figura vi è probabilmente Una delle personalità più influenti e rispettate anche al di fuori di Chinatown, ed è un anziano signore conosciuto come Wilson[12]. Matty ha fortunatamente trovato in lui un amico e consigliere. Wilson controlla una o più gang tramite i suoi numerosi nipoti, anche se non è chiaro se siano realmente tali in linea di sangue oppure (alcuni) siano stati acquisiti[12]. Essere un "nipote di Wilson" significa essere temuto e riverito a Chinatown. Uno dei metodi usati da Wilson per accaparrarsi la fiducia della sua gente non è però tramite la forza, ma tramite la Cucina di Wilson (o "Wilson's Kitchen) da molti considerata una leggenda urbana, ma che Matty ha verificato essere reale. Si tratta di un'enorme cucina e dispensa sotterranea, dove lavorano in continuazione decine di cuochi cinesi e il cibo vi sembra abbondare ogni giorno, compresi ingradienti e spezie della tradizione orientale[10]. Si estende nelle fondamenta di due edifici collegate tra di loro e garantisce approvvigionamento alimentare di qualità agli abitanti di Chinatown[10]. La provenienza di tutte queste pietanze e come vi arrivino non è chiara, ma probabilmente è dovuta ad un altro mito della DMZ che riguarda il favoloso tesoro dei cinesi, che si rivelerà anch'esso non essere una mera leggenda: di ciò è a conoscenza e approfitta Paco Delgado dopo la sua nomina a Governatore della DMZ. La fiducia che Matthew si è guadagnato presso Wilson è dimostrata quando è stato invitato al matrimonio di uno dei suoi nipoti per fare il fotografo matrimoniale (nonostante non sia di origini asiatiche), il gesto ha rafforzato il legame di amicizia tra lui e Wilson, fattore non trascurabile per poter sopravvivere nella DMZ[12].

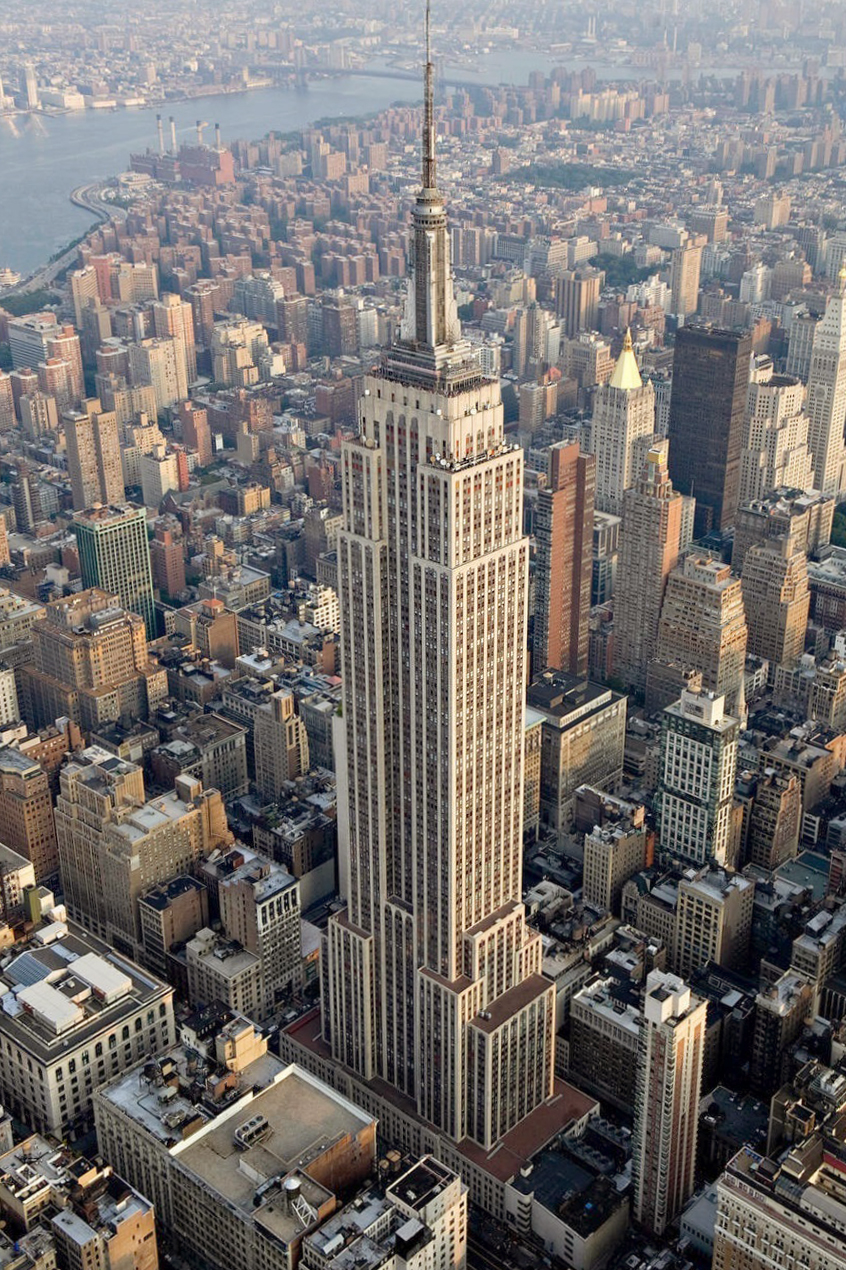
L'Empire State Building, iconico edificio della città', che si trova nell'area controllata dal gruppo paramilitare talvolta nominato come Il Culto (nome non ufficiale) e guidato dall'enigmatico Boss. Alcuni appartamenti abitabili sono diventati dimora di membri dell'organizzazione, usati come luoghi di attività ricreative e organizzative.

- Il Culto: tale nome gli viene affibbiato da un ex poliziotto che ne fa parte, ma questa organizzazione di tipo paramilitare non ha un nominativo ufficiale ed è temuta da qualsiasi organizzazione, gang, etnia o distretto di Manhattan[9]. Anche la Delgado Nation del governatore eletto della DMZ non interferisce con le loro attività e lo stesso vale per i soldati della U.S.Army, i ribelli degli Stati Liberi o i mercenari della Trustwell. Sono guidati da un leader indiscusso (un anziano con esperienza e addestramento militare) che viene semplice chiamato Boss[9]. Di fatto sono organizzati da una disciplina e routine da caserma militare, attraverso un rigido schema operativo controllano una delle arterie principali di Manhattan quale la Quinta Strada a partire da Washington Square Park arrivando a coprire gran parte della zona della città famosa per la presenza dell'Empire State Building[9]. Il Culto è formato principalmente da ex-agenti del Dipartimento di Polizia, ex-vigili del fuoco, membri EMS ovvero del pronto intervento sanitario e altre organizzazioni addestrate ad intervenire nella protezione della città durante periodi di crisi o disastri[9]. Altro elemento in comune è quello (cruciale) che riguarda le gravi perdite subite (spesso l'intera famiglia) durante i primi giorni del conflitto nell'area e i conseguenti tentativi di evacuazione della città[9]. L'isteria collettiva, il crollo dell'autorità a livello politico e la scarsità di mezzi hanno impedito a questi uomini non solo di svolgere il proprio lavoro, ma di assistere i propri cari[9]. Lo shock subito li ha spinti a radunarsi in un'organizzazione armata guidata abilmente dal Boss il quale li ha indirizzati verso un cieco cameratismo, un disprezzo verso le autorità e le altre organizzazioni della città. Ora badano solo a sé stessi e si prendono tutto ciò di cui hanno bisogno, non tollerando nessuna interferenza esterna[9]. Chiunque si è trasformato in un nemico o una minaccia, e non si fanno scrupoli ad abbattere anche gli elicotteri dei media e ad uccidere vagabondi, spesso colpendone l'intera famiglia[9]. La loro rabbia viene quindi indirizzata verso un mondo esterno nel quale non si riconoscono più e sfogano la loro rabbia/shock post-traumatico con azioni di guerriglia militare, seguendo ciecamente le istruzioni del loro capo branco, il Boss, anche quando prevedono missioni suicide (apparentemente inspiegabili) di alcuni di loro[9]. Controllano il loro territorio 24 ore su 24 e sono pesantemente armati, durante le operazioni indossano maschere anti-gas, giubbotti anti-proiettile, divise nere e cappelli con il pelo in vista che ricordano reparti speciali russi o scandinavi[18]. Visualmente sono stati creati dal disegnatore Ryan Kelly che (in assetto operativo) li ha immaginati come una via di mezzo tra il Punitore della DMZ e un soldato Shock Trooper[18]. Sono suddivisi in coloro che devono compiere azioni di fanteria e guerriglia urbana, gli Spotters (ovvero i cecchini), e i perlustratori/supervisori del territorio[9][18].
- New American Army: si tratta di un gruppo paramilitare addestrato dal Governo di Washington, ma non è formato da mercenari, ex-soldati, non fa parte di corporation come l'inaffidabile Trustwell ufficialmente è composto da cittadini della DMZ fedeli agli Stati Uniti e patrioti di estrema destra. Sono composti da civili che non hanno mai fatto parte di agenzie governative o reparti dell'esercito. Hanno l'ordine di non rivelare mai la loro genesi o identità. Vengono posizionati nella DMZ nei giorni precedenti il massiccio bombardamento aereo che dovrebbe segnare una svolta nella Guerra. Il loro compito è quello di comportarsi come terroristi, civili armati fuori controllo individuare obbiettivi sensibili e intimorire i boss locali o semplicemente dare un resoconto della situazione sul territorio. In ogni caso il vero obiettivo è creare instabilità e caos al fine di intimorire gli abitanti e i media internazionali. Sono stati reclutati principalmente in gruppi radicali e nazionalisti, membri della mafia, ex-carcerati e in quelle frange della società composte da persone che non hanno più niente da perdere, ma sono facilmente manipolabili a livello ideologico, ancorati ad un forte credo nell'unità e integrità del loro Paese.

## Contesto e realizzazione
(Riccardo Burchielli)
A metà degli anni duemila gli USA si trovano a portare avanti le guerre in Medio Oriente e la paura del terrorismo si è diffusa tra la popolazione. Anche i fumetti riflettono questo clima divenendo più cupi e disfattisti, spesso la demarcazione tra buoni e cattivi risulta essere meno chiara. Questo si evidenzia nella storia Crisi d'Identità del 2004, preludio alla più devastante Crisi infinita dell'anno successivo, due universe-wide crossover che sconvolgono l'universo supereroistico DC. Anche i conflitti che evocano guerre risuonano all'interno delle varie serie, nella miniserie Amazons Attack! la regina Hippolyta guida le Amazzoni contro la città di Washington e in World War III un delirante Black Adam porta morte e devastazione nel mondo. Al di fuori dell'universo supereroistico vedono luce opere che cercano di trasporre le tensioni di quest'epoca in fumetti realizzati con un taglio più realistico e riflessivo. La linea Vertigo della DC, ancora sotto la direzione di Karen Berger, cerca come sempre di dare spazio a queste idee. Nello stesso anno di uscita di DMZ, viene infatti pubblicata da Vertigo la graphic novel Pride of Bagdad, di Brian K. Vaughan (ai tesi) e Niko Henrichon (ai disegni). L'opera si basa su una storia vera e racconta la brutalità e il dolore causato dalla guerra in Iraq, vincendo il premio "IGN Graphic Novel of the Year". A sua volta Brian Wood ha quindi la concreta possibilità di narrare una sua visione dei conflitti e delle tensioni sociali che attanagliano il suo paese. Decide di farlo attraverso una storia ambientata in una realtà simile alla nostra, ma in cui è scoppiata una seconda guerra civile americana. Il nemico non è solo esterno, ma viene anche da una crisi interna agli Stati Uniti. I cittadini statunitensi non assistono ad una guerra sul loro suolo da oltre 150 anni, ma la conoscono solo attraverso i media. Supportati dalla propaganda di Governo sono convinti che nonostante i numerosi conflitti al di la dei loro confini, l'invio di forze armate all'estero possa continuare a mantenere questa "bolla di pace e sicurezza" nel territorio statunitense, ma Brian Wood vuole rompere questa illusione. Con DMZ si ripropone quindi uno scenario (possibile secondo l'autore) in accordo col quale in un mondo pieno di contrasti ideologici e religiosi, disparità economiche e tensioni sociali (non estranei agli Stati dell'Unione) non si possono escludere conflitti armati che divampino in ogni parte del globo.
L'esperienza personale che ha ispirato Wood a creare una serie quale DMZ è stato lo scenario che lo scrittore si è trovato di fronte dopo il crollo delle Torri Gemelle dell'11 settembre 2001. Wood si è ritrovato bloccato a Brooklyn e quando è riuscito a tornare a Manhattan, sceso alla stazione di Delancey, si è trovato di fronte un paesaggio surreale, dominato da un insolito silenzio con le strade piene di polvere e un forte odore di gomma bruciata. Quella che prima era una zona affollata, vitale e (per l'autore) familiare, adesso sembra una terra di nessuno e aliena rispetto a quanto si ricordi. Questo lo ha portato a riflettere su come, nonostante si è abituati a vedere la guerra in diretta ormai dal 1991 con lo scoppio della prima guerra del Golfo, in realtà non si sa nulla di ciò che si prova a vivere in un conflitto. Crea quindi uno scenario in cui Manhattan sia una Zona Demilitarizzata lungo il fronte di un conflitto prolungato e stremante per la popolazione. Il fotoreporter Matty Roth diventa quindi la controfigura del lettore e osserva la vita dei civili sotto il fuoco e le privazioni di una guerra. Perché, come afferma Wood, DMZ è una storia di guerra che parla della gente.
Come artista principale e co-creatore dell'opera viene scelto il disegnatore italiano Riccardo Burchielli, una scelta dell'editor Will Dennis che ha modo di osservare alcune sue tavole al Comicon di Napoli del 2003. Dennis rimane impressionato dal suo stile e lo contatta personalmente l'anno successivo per portarlo a lavorare alla Vertigo dove debutta proprio con l'ambiziosa serie regolare DMZ. La scelta è apparentemente azzardata in quanto si tratta di un disegnatore che non ha mai lavorato per casi editrici statunitensi e nel 2003 aveva appena debuttato nel mondo del fumetto con la miniserie John Doe. Non ha quindi esperienza sul mercato anglo-americano, non ha frequentato scuole d'arte, e ha principalmente realizzato storie brevi in bianco e nero e nero pubblicate su riviste per il mercato italiano quali Skorpyo e Lanciostory. Nonostante questo il suo disegno ricco di particolari e molto attento al character design dei personaggi convince sia Brian Wood che la vice-redattrice in capo dell'etichetta Shelly Bond (seconda solo alla Senior Editor Karen Berger). Da notare che il tratto e l'impostazione delle tavole di Burchielli non si rifanno ai canoni dei comic book, ma traggono ispirazione dalla tradizione fumettistica latina quale quella italo-spagnola e argentina. Ottiene da subito la fiducia di Wood che gli offre grande libertà nell'impostazione delle tavole, nella creazione di diversi personaggi e nella realizzazione fisiognomica dei vari protagonisti della serie. Tra i due vi è anche una visione comune dell'opera e delle tematiche socio-politiche che si trova a mettere di fronte al lettore. Qui è quindi un feedback e scambio di opinioni sullo sviluppo della storia, elemento che accredita Riccardo Burchielli come co-creatore di una delle opere più longeve e acclamate dell'etichetta Vertigo degli anni duemila. Lo stesso Wood sottolinea come il contributo di Burchielli sia stato troppo sottovalutato dalla critica e stampa specializzata. Nel corso di 6 anni lui ha dovuto sostenere centinaia di interviste da parte delle riviste e siti web sia del settore sia appartenenti a quotidiani e riviste generaliste, mentre le volte che Riccardo è stato intervistato si possono contare sulle dita di una mano. Non ricorda neppure una volta in cui l'artista italiano sia stato invitato a partecipare ai panel dei Comicon e delle fiere fumettistiche statunitensi, con parziale colpa anche del reparto sulle pubbliche relazioni della DC Comics. Eppure Burchielli è stato fondamentale nel creare un'opera visivamente unica e le sue idee sullo sviluppo dei personaggi e delle vicende hanno influenzato le sceneggiature dei vari albi. Probabilmente questo è dovuto a due fattori: uno è endemico nella creazione dell'aetichetta Vertigo (nel 1993) quando Karen Berger, Dick Giordano e Paul Levitz vogliono impostare un imprint che riporta importanza agli autori (intesi come scrittori) in un periodo in cui i disegnatori erano diventati le star del panorama fumettistico. Tale fenomeno si era consolidato con la nascita della Image Comics fondata da artisti transfughi dalla Marvel quali Todd McFarlane, Rob Liefeld, Jim Lee, Marc Silvestri e Erik Larsen. Questi disegnatori rivendicarono il diritto di avere pieno controllo creativo e sulla proprietà intellettuale sui personaggi da loro creati, disegni e di cui scrivevano (in gran parte) soggetto e dialoghi. Agli occhi dei lettori la figura del disegnatore acquista per gran parte del decennio una figura fondamentale e centrale nella scelta del fumetto da acquistare. Si arriva al punto in cui, anche solo per il fatto che una copertina di un albo è disegnata da McFarlane, Rob Liefeld o Jim Lee (i tre deus ex-machina dell'epoca) l'albo o il volume vengono acquistati, soprattutto se tratta di copertina alternative, con la certezza che il loro valore sarebbe lievitato nel tempo. In tale panorama la Vertigo si vuol porre agli antipodi e valorizzare gli scrittori. Esiste poi un secondo fattore che ha oscurato il ruolo di Burchielli all'interno dell'imprint autoriale della DC ed è probabilmente il fatto che non è un artista che vive negli USA e non è di madrelingua inglese al contrario di molti altri autori provenienti dal Regno Unito o altri paesi anglofoni.

## Tematiche
- Ucronia e genesi di nuova guerra civile: la storia si svolge in una realtà alternativa alla nostra nella quale gli Stati Uniti si trovano coinvolti in un'insurrezione interna che porta a una seconda guerra civile americana[1]. Come ogni racconto ucronico molte delle premesse socio-politiche sono riscontrabili nella società attuale, ma le conseguenze portano a una storia alternativa che si discosta da quella che abbiamo modo di osservare. Le opere più riuscite in questo tipo di narrativa riescono però a trasmettere la sensazione di una prossimità statistica che separa di poco la nostra linea degli eventi da quelli riportati dall'autore. Nel caso di DMZ Brian Wood sottolinea che il disinteresse del Governo di Washington per i problemi interni del paese e l'incapacità di arginare le continue crisi economiche porta al proliferare di numerosi movimenti anti-sistema[1]. All'inizio delle prime sommosse gli Stati Uniti sono impegnati in quattro guerre in tre diversi continenti[3]. Le spese militari sono altissime (quando invece servirebbero per rilanciare l'economia interna) e la maggior parte delle truppe sono impegnate all'esterno in estenuanti e confuse guerre che dal popolo sono percepite come interminabili e inutili per il Paese[3]. Stando ai resoconti del New York Times le prime piccole rivolte e proteste si sono registrate nel Montana e in poco tempo i ribelli fissano il loro centro operativo a Helena nominando i loro combattenti armati Esercito degli Stati Liberi[3]. I media e il Governo li considerano "un'armata di buzzurri su dei furgoncini scoperti"[3]. Hanno però sottovalutato la loro rapidità di movimento e il consenso raccolto nella popolazione. La maggior parte dei membri della Guardia Nazionale ha deciso di non opporsi e ha lasciato che prendessero i loro equipaggiamenti e armamenti[3]. Gli Eserciti Liberi si sono spostati rapidamente verso est evitando le grandi città, ma toccando i centri minori e le zone più povere del Paese[3]. Questo gli ha permesso di raccogliere appoggio e reclutare nuovi combattenti[3]. Il Governo non ha avuto l'ardire di ordinare un attacco aereo con bombardamenti su zone abitate da civili, ha però richiamato diversi militari impegnati all'estero per un confronto sul campo[3]. I soldati tornati in patria sono però demotivati e delusi, la maggior parte non vuole uccidere altri americani e alcuni di loro si uniscono alla causa[3]. Nel momento in cui lo Stato Maggiore è riuscito a pianificare una controffensiva efficace l'Esercito degli Stati Liberi è arrivato al fiume Hudson, in vista di New York. La città e in particolare Manhattan si configurano come il primo vero fronte di quella che è diventata una guerra[3]. Il problema è che l'evacuazione dell'isola non riesce che parzialmente e la zona rimane abitata da centinaia di migliaia di persone, da qui l'intervento dell'ONU che pretende la configurazione di una Zona demilitarizzata il cui epicentro è Manhattan[3]. La decisione conviene a entrambi gli schieramenti, sapendo che si tratta di una pura formalità di fronte all'opinione pubblica mondiale, per le strade la guerriglia continua senza remore per le vittime civili[2].
- Guerra come profitto: una delle fazioni implicata nella seconda guerra civile americana è la corporation Trustwell, quella che pare avere più influenza sulle scelte del Governo di Washington e che ha stipulato il maggior numero di contratti in previsione di una ricostruzione dei danni di guerra. Brian Wood l'ha concepita come una via di mezzo tra la Halliburton e la Blackwater[26]. La Trustwell è presente nella DMZ con un suo esercito privato composto da mercenari con la scusa di proteggere le sue imprese di ricostruzione della città, operazioni teoricamente finalizzate a ricreare un ambiente urbano vivibile. Si tratta però di una mezza verità sostenuta dai media mainstream in quanto i cittadini della DMZ sono testimoni di azioni illecite compiute al fine di far perdurare uno stato di caos e guerriglia con conseguente aumento dei danni causati dal conflitto. La Trustwell rappresenta, all'interno del fumetto, l'immagine e gli interessi delle lobby che compongono l'enorme apparato industriale-militare che ha un peso determinante nelle politiche di Washington e questo per la sua rilevanza a livello finanziario[26]. Per delineare la situazione politico-militare lo scrittore Brian Wood si è avvalso, oltre che su ricerche personali, di un veterano di guerra quale il sergente John G. Ford con esperienza militare in Iraq, Afghanistan, Sud America. Ford arriva ad affermare nell'ottobre 2007 : «Dichiarare guerra non è una tendenza al ribasso. Le spese per la difesa sono le uniche cose che tengono in vita la nostra economia»[26]. A conferma di queste dichiarazioni vi è il dato incontestabile secondo il quale gli Stati Uniti rimangono il Paese al mondo che spende di più in armamenti con l'esorbitante cifra di 732 miliardi dollari erogata dal Governo nel 2020 (in aumento del 5,3% rispetto al 2018)[27]. Distacca nettamente la nazione che si trova al secondo posto, ovvero la Cina (con 261 miliardi di budget militare) e al terzo dove si trova l'India, che nonostante non riesca a far diminuire la povertà tra la popolazione arriva a spendere circa 70 miliardi di dollari l'anno[27]. Da notare che nel 2019 il budget globale destinato alle spese militari ha raggiunto un livello che non si toccava dalla fine della Guerra Fredda, e la tendenza è al rialzo[27].
- Crisi dell'Impero Americano: L'autore Brian Wood crede nei valori democratici e nella sostenibilità dell'economia statunitense e vede gli USA come una superpotenza a livello mondiale, status che ormai detiene dal 1945 con la vittoria nel secondo conflitto mondiale[18]. Allo stesso tempo però teme la fragilità che ancora permane all'interno della struttura socio-politica dei vari stati dell'unione. Sottolinea come ogni potenza militare ed economica nella storia vada incontro a periodi di espansione (imperialista) che inevitabilmente ne portano ad una crisi interna, foriera di una decadenza a livello di politica internazionale[18]. Molti imperi e nazioni non sono sopravvissute a questo tipo di implosione e gli Stati Uniti sarebbero tra questi[18]. La crisi economica che gli Stati Uniti stanno affrontando negli anni duemila (soprattutto a partire dal biennio 2007-2008) e il perdurare delle guerre in Medio Oriente (il conflitto più lungo sostenuto nella sua storia) portano inevitabilmente ad una diminuzione del potere finanziario (sono già uno dei paesi più indebitati del mondo) e a una progressiva perdita di influenza a livello culturale e non solo economico a livello internazionale[18]. La crescita dell'inflazione (che colpisce la classe media e quelle meno abbienti), l'aumento dei cittadini che vivono sulla soglia della povertà (o vi sono già sprofondati), le tendenze separatiste che continuano a sopravvivere in diversi Stati tra cui due cruciali quali Texas e California, e il diffondersi dei movimenti anti-sistema sarebbero la causa di un definitivo collasso dell'Impero Americano, nel caso di un scintilla che infiamma la Nazione con una seconda guerra civile[18]. A peggiorare il possibile mal contento nelle fasce più deboli della società vi è l'enorme erogazione di denaro per spese militari che si aggira tra i 600 e 700 miliardi di dollari l'anno (il più alto al mondo). Vengono quindi usate ingenti risorse che potrebbero essere dedicate ai problemi della sanità (che rimane privatizzata), i sussidi per la disoccupazione e le famiglie più povere, e per garantire ad ogni famiglia la sicurezza di avere un'abitazione[27]. Wood afferma: «Credo nel concetto di "flusso e riflusso" e penso che tutti gli imperi alla fine incontrano una recessione. Spero che questo non accada qui da noi, in quanto una situazione prolungata di crisi e mancata espansione in un paese ancora animato da contrasti e diseguaglianze ideologiche (e non solo economiche) porterebbero inevitabilmente ad una definitiva frantumazione (degli Stati Uniti d'America)»[18]. Con la sua opera DMZ tali rischi e le loro conseguenze sono evidenziate dalle vicende a cui va incontro una parte della città di New York e il percorso personale di scoperta e sgomento affrontate dal protagonista Matthew Roth, fulcro intorno al quale gira un nuovo mondo, sconosciuto in maniera diretta dai cittadini che vivono sul suolo degli Stati Uniti, testimoni di guerre e rivoluzioni solo attraverso i media[23].
- Manipolazione dei Media: un ruolo centrale dell'opera è la critica rivolta ai mezzi d'informazione. Lo stesso protagonista viene a ritrovarsi nella DMZ per volontà di uno dei più potenti gruppi mediatici del Paese ovvero la Liberty News. In virtù del suo primato nella diffusione di notizie tra la popolazione e gli intrecci d'interesse con le grandi corporation, la descrizione data agli eventi non è neutrale, ma appoggia il Governo di Washington e le lobby che ne influenzano la politica. Matty si rende conto quando assiste di prima persona alla situazione che si trova ad affrontare la popolazione civile e di come i suoi articoli vengano censurati o cestinati. Prova anche a cambiare la compagnia d'informazione tramite la quale poter riportare i suoi articoli ma, anche se con più libertà, manca trasparenza e la reale volontà di proporre una descrizione realistica e non di parte sulle parti in conflitto e la situazione in cui si ritrova imprigionata una popolazione divisa tra due fronti. Come sostenuto da Wood e Morgan Spurlog nella vita reale dei cittadini statunitensi si è formata una macchina mediatica che è foraggiata da notizie riguardanti conflitti e rivoluzioni al di la dei confini che tendono a supportare una politica estera americana di stampo imperialista[23]. Si alimenta l'illusione che bisogna mandare truppe all'estero in quanto :«Soldati che, ci viene detto, vengono mandati a combattere "laggiù" così non lo dobbiamo fare qui (sul suolo americano)»[23]. I cittadini americani vengono quindi ogni giorno presi d'assalto da notizie riguardanti guerre, insurrezioni, crimini contro l'umanità, e la descrizione di governi (presunti) dittatoriali e anti-democratici (e quindi anti-americani). La narrazione degli eventi è però parziale, selettiva e spesso di parte ed ha contribuito a formare una bolla di (precaria) pace e sviluppo intorno alla società statunitense :«rinforzando una visione xenofobica del mondo che pone tutti i problemi "lontano dagli occhi, lontano dalla mente"»[23]. Ciò che riesce a compiere Brian Wood è rompere questa illusoria parete, portando gli orrori della guerra di nuovo sul suolo degli Stati Uniti. Il punto focale di questa suggestione di massa risiede nella fede del popolo americano verso i loro leader e i messaggi lanciati dai media che vanno ad alimentare la "Power of Hope" (ovvero la speranza in un futuro di prosperità) che è alla base del Sogno Americano. Come affermato da Morgan Spurlog: «...la serie...mette in discussione l'influenza e il potere della speranza (del popolo statunitense). DMZ, come accade nel nostro mondo, è una realtà offuscata dalle certezze che alcuni uomini e donne, datagli la possibilità, daranno una nuova forma al futuro della storia umana. Sapranno rimediare ai torti commessi prima di loro e tracciare una nuova via verso un armonioso futuro. i cittadini ripongono la loro fede in persone che sono schiette e sincere e ora più che mai con le tensioni che montano sia qui che sul palcoscenico mondiale, attendendo (passivamente) se ci saranno individui capaci di affrontare le nuove sfide, oppure se Icaro precipiterà ancora»[23].

## Adattamenti in altri media

### La serie TV per HBO Max
A fine 2019 è stato annunciato dalla WarnerMedia (del gruppo AT&T) che è in fase di sviluppo un adattamento in serie televisiva di DMZ. L'opera sarà resa disponibile per la piattaforma Video on demand HBO Max. Ava DuVernay è la regista del pilot e produttrice esecutiva della serie, Robert Platino lo showrunner. Il contesto rimane quello della storia a fumetti, ma (inspiegabilmente) vi è un cambio radicale per quanto riguarda il protagonista. Questi non è il fotoreporter/giornalista Matthew Roth, ma invece una dottoressa dal nome Alma Ortego e interpretata da Rosario Dawson, il suo obiettivo è quello di infiltrarsi nella DMZ di Manhattan per aiutare feriti e malati. La serie assume così i toni di un medical drama alienando l'aspetto centrale dell'opera di Wood che vuole evidenziare la difficoltà nel riportare le notizie in maniera oggettiva e indipendente soprattutto durante un conflitto. A questo si aggiungono le continue interferenze della propaganda politica che vuole rendere i mezzi d'informazione un'arma a servizio delle operazioni militari. Tra l'altro un personaggio simile a quello di Alma Ortego è già presente nella serie a fumetti e si tratta di Zee Hernandez, infermiera attiva nella DMZ dallo scoppio della guerra. Bisogna poi sottolineare che i creatori dell'opera originale Brian Wood e Riccardo Burchielli non risultano coinvolti a livello creativo nell'adattamento per la HBO. DuVernay e Robert Platino sembrano voler ignorare in gran parte le vicende e le implicazioni socio-politiche presenti nel fumetto, ma sono interessati più che altro allo scenario che vede New York come il fronte di una seconda guerra civile americana e il conseguente bisogno di assistenza sanitaria.
Dopo una gestazione travagliata e ulteriori cambiamenti nella trama (rispetto al fumetto e lo script iniziale per HBO) e nello stesso format dell'opera, l'adattamento TV esordisce sulla piattaforma streaming a pagamento HBO Max il 17 marzo 2022 come miniserie di 4 puntate. Inizialmente il progetto era più ambizioso e prevedeva una serie suddivisa in più stagioni, d'altra parte il fumetto a cui si ispira (marginalmente e liberamente) si è sviluppato in molteplici archi narrativi nell'arco di 75 albi. Rimane la sostanziale differenza nello stesso protagonista che non è il giornalista Roth (outsider, indipendente e non newyorkese), ma la dottoressa Alma Ortega (newyorkese di nascita) che si ritorna in città col pretesto di ricongiungersi col figlio. Cadono quindi le premesse di critica socio-politica alla struttura di governo del Paese e al sistema mediatico che la sostiene, elementi caratterizzanti dell'opera di Brian Wood e Burchielli. La storia originale è un viaggio di scoperta (di Matty Roth) sia di carattere introspettivo sul significato della propria esistenza, sia sulle ceneri materiali e morali di una società che ha perso la sua parvenza di civiltà e perbenismo. Nelle 4 puntate dell'adattamento HBO si assiste invece ad un dramma familiare che si sovrappone ad un vago teatro di guerra dove nessun elemento viene adeguatamente approfondito, dalle fazioni belligeranti alle condizioni dei civili della DMZ. Le recensioni riflettono lo sviluppo della trama e i suoi buchi di sceneggiatura sottolineando come il potenziale dell'opera a fumetti viene compromesso. Il sito Polygon scrive:« (la serie HBO) DMZ riflette il paese che raffigura: pieno di promesse, ma lasciato nel caos». Stessa posizione è presa da altri siti e testate giornalistiche quali The Hollywood Reporter che afferma: «DMZ (della HBO) è un episodio pilota di un'ora allungato in 4 ore mal costruite. Pieno di grandi idee (quelle prese da fumetto) che non si concretizzano mai e personaggi senza spazio per crescere». La stessa CNN conferma che lo sviluppo della trama appiattisce le potenzialità espresse da una serie a fumetti capace di evidenziare (in una realtà ucronica) le contraddizioni e i limiti della politica attuale di fronte a potenziali o concreti scenari di guerra.

## Edizione italiana

### Edizione Planeta DeAgostini/RW
La prima edizione italiana è a cura della Planeta DeAgostini che raccoglie l'opera in volumi brossurati replicando quelli dell'edizione originale in Trade Paperback. Il primo volume esce nel novembre 2007. Ne pubblica undici che raccolgono gli albi dal n. 1 al numero 66. L'undicesimo volume viene distribuito nel novembre 2011. In seguito al passaggio dei diritti per la distribuzione italiana dei fumetti DC Comics alla RW Edizioni, rimane da pubblicare l'ultimo arco narrativo della serie, ovvero The Five Nations of New York (nn. 67-72). Lo story-arc finale viene quindi raccolto nel volume "Vertigo Hits - DMZ Vol. 12: Le cinque nazioni di New York" e distribuito da Lion (imprint RW) nel marzo 2013. Da notare che RW Edizioni ristampa i primi due volumi già editi da Planeta: il primo (DMZ: Sulla terra) nel novembre 2013 per la collana Vertigo Hits e il secondo (DMZ: Il corpo di un giornalista) nel novembre 2014 per la collana Vertigo Book. Di seguito la suddivisione dei 72 albi dell'opera nelle raccolte italiane, tra parentesi il titolo del trade paperback originale, poi gli albi contenuti, la casa editrice e la data di distribuzione:
- DMZ Volume 1: Sulla Terra (On the ground), nn. 1-5, Planeta DeAgostini, novembre 2007.
- DMZ Volume 2: Il corpo d'un giornalista ( Body of a journalist), nn. 6-12, Planeta DeAgostini, marzo 2008.
- DMZ Volume 3: Lavori pubblici (Public Works), nn. 13-17, Planeta DeAgosini, ottobre 2008.
- DMZ Volume 4: Fuoco amico (Friendly Fire), nn. 18-22, Planeta DeAgostini, marzo 2009.
- DMZ Volume 5: La guerra nascosta (The Hidden War), nn. 23-28, Planeta DeAgostini, luglio 2009.
- DMZ Volume 6: Fino alla morte (Blood in the Game), nn. 29-34, Planeta DeAgostini, dicembre 2009.
- DMZ Volume 7: Poteri di guerra (War Powers), nn. 35-41, Planeta DeAgostini, febbraio 2010.
- DMZ Volume 8: Cuore e Teste (Hearts and Minds), nn. 42-49, Planeta DeAgostini, luglio 2010.
- DMZ Volume 9: Missing in action (M.I.A.), nn. 50-54, Planeta DeAgostini, gennaio 2011.
- DMZ Volume 10: Punizione collettiva (Collective Punishment), nn. 55-59, Planeta DeAgostini, luglio 2011.
- DMZ Volume 11: L'alba degli stati liberi (Free States Rising), nn. 60-66, Planeta DeAgostini, novembre 2011.
- DMZ Volume 12: Le cinque nazioni di New York (The Five Nations of New York), nn. 66-72, RW-Lion, marzo 2013.

### Edizione Panini Comics
Dal 2020 i diritti per la pubblicazione degli albi DC Comics passano alla Panini Comics che dedica la collana DC Vertigo Complete Collection alla raccolta delle più importanti opere dell'imprint Vertigo. Sul catalogo ufficiale dell'editore, nel magazine Anteprima n. 352 viene annunciata una nuova edizione per DMZ, definita come il capolavoro di Brian Wood e Riccardo Burchielli. L'edizione parte da marzo 2021 tramite la distribuzione di volumi brossurati di 128 pagine circa. Di seguito l'elenco dei volumi distribuiti:
- DMZ Vol. 1: Sul Campo (raccoglie gli albi DMZ nn. 1/5), autori: B. Wood e R. Burchielli, 17X26, B., 128 pp., col., marzo 2021. Nota: il titolo cambia rispetto all'edizione RW-Lion che aveva tradotto l'originale On the Ground con Sulla Terra.
- DMZ Vol. 2: Il Corpo di un Giornalista (raccoglie gli albi DMZ nn. 6/12), autori: B. Wood e R. Burchielli, 17X26, B., 176 pp., col., giugno 2021.
- DMZ Vol. 3: Lavori Pubblici: (raccoglie gli albi DMZ nn.13/17), autori: B.Wood e R.Burchielli, 17X26, B., 128 pp., col., settembre 2021.